# Vol Swissair 111
Vous lisez un « article de qualité » labellisé en 2021.
Le 2 septembre 1998, le McDonnell Douglas MD-11 effectuant le vol Swissair 111 entre New York et Genève s'écrase dans l'océan Atlantique au sud-ouest d'Halifax au Canada, à environ dix kilomètres au large de la petite ville de Peggys Cove dans la province de Nouvelle-Écosse, tuant les 229 personnes à bord. Il s'agit de l'accident aérien le plus meurtrier d'un MD-11 et de la compagnie aérienne Swissair.
L'intervention en recherche et sauvetage, l'opération de récupération de l'épave et l'enquête du gouvernement du Canada durent quatre ans et demi et coûtent plus de 57 millions de dollars canadiens (environ 35 millions d'euros). L'enquête dirigée par le Bureau de la sécurité des transports du Canada (BST) conclut qu'un incendie a provoqué des pannes électriques. Un arc électrique, détecté dans le câblage du système de divertissement en vol, en est probablement à l'origine. Une vingtaine de minutes après la détection des premières odeurs de fumée, l'incendie provoque la panne des instruments de pilotage et l'équipage perd le contrôle de l'avion.
Plusieurs recommandations sont émises et sont ensuite intégrées aux normes de certification de la Federal Aviation Administration (FAA) et de ses équivalents dans le monde entier. En particulier, des matériaux d'isolation thermique, contre le froid extérieur, qui se sont avérés particulièrement inflammables sont bannis des avions à la suite de l'accident.

## Contexte

### Compagnie aérienne
Fondée en 1931, la compagnie aérienne Swissair connaît un développement important après la Seconde Guerre mondiale. En 1947, elle inaugure une ligne régulière Genève – New York et construit, au cours des décennies suivantes, une image de marque luxueuse et devient un symbole de la qualité suisse,. Dès 1960, elle entre dans l'ère du jet avec le Douglas DC-8 et devient le client de lancement du McDonnell Douglas MD-80 en 1980, de l'Airbus A310 et du Boeing 747-300 en 1983 et figure parmi les premiers clients du McDonnell Douglas MD-11 en 1991,. Cependant, dans la seconde moitié des années 1990, avec la déréglementation du secteur aérien, des problèmes internes et des milliards de francs suisses d'investissements dans l'acquisition de compagnies aériennes se révélant largement moins rentables que prévu, la compagnie est en proie à des difficultés croissantes,,. En juillet 1996, elle introduit un nouveau système de divertissement en vol dans l'objectif d'attirer de nouveaux passagers,. Avant l'accident, elle exploite une flotte d'une soixantaine d'avions incluant seize MD-11, présentant une faible moyenne d'âge. Elle utilise alors son profil à des fins marketing avec des slogans affirmant qu'elle possède la « flotte la plus jeune d'Europe » et se définissant comme « la compagnie la plus rafraîchissante du monde »,.

### Avion

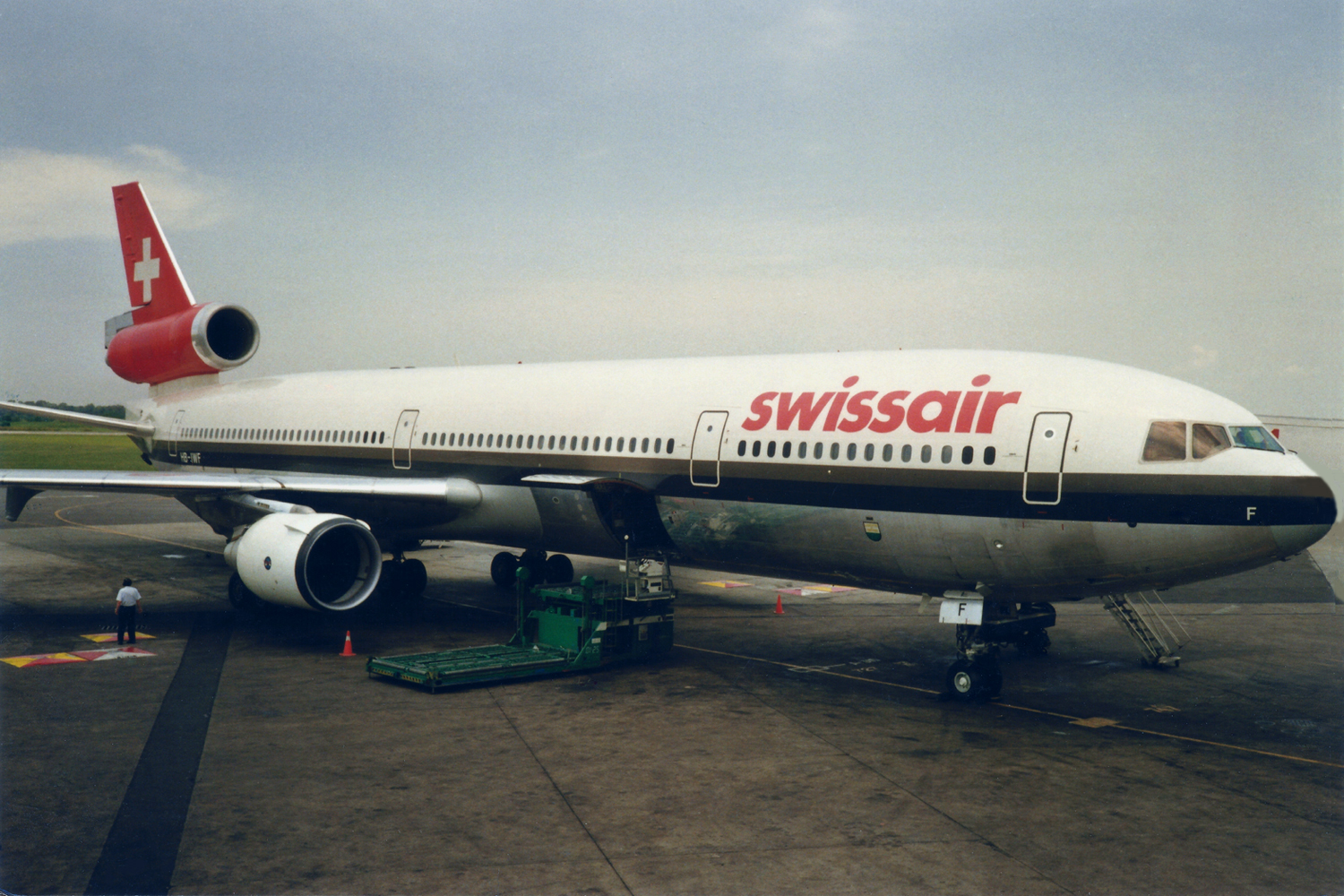
Le McDonnell Douglas MD-11 impliqué dans l'accident (HB-IWF), ici photographié en novembre 1992 à Buenos Aires, en Argentine.

L'avion impliqué est un McDonnell Douglas MD-11 âgé de sept ans, numéro de série 48448 et immatriculé HB-IWF,,,. Fabriqué en 1991, l'appareil a été uniquement exploité par Swissair,. Baptisé « Vaud » en l'honneur du canton suisse du même nom, il est propulsé par trois turboréacteurs Pratt & Whitney PW4462 et enregistre 36 041 heures de vol avant l'accident,.
La cabine passagers est configurée avec 241 sièges. Les sièges de première classe et classe affaires sont équipés d'un système de divertissement en vol (RDB ou IFE), nouveau et moderne à l'époque,,. Il permet aux passagers de naviguer sur le web, de regarder des films ou encore de pratiquer des jeux de hasard en ligne. Le système, fourni par la société Interactive Flight Technologies (IFT), est installé en classe affaires un an avant l'accident, entre le 21 août et le 9 septembre 1997. Il est installé en première classe cinq mois plus tard, en février 1998, en raison de retards de livraison.

### Équipage
Le commandant de bord Urs Zimmermann, âgé de 50 ans, totalise 10 800 heures de vol, dont 900 à bord du MD-11, type d'avion sur lequel il est pilote instructeur. Avant sa carrière chez Swissair, il était pilote de chasse pour les Forces aériennes suisses. Selon ses collègues, il était connu pour ses compétences professionnelles et son travail exact et précis. Le copilote Stefan Loew, âgé de 36 ans, totalise 4 800 heures de vol, dont 230 sur MD-11. Il avait été instructeur sur McDonnell Douglas MD-80 et Airbus A320. De 1982 à 1990, il a également été pilote pour les Forces aériennes suisses.
Le personnel navigant commercial (PNC) est composé d'un chef de cabine et de onze agents de bord. Tous les membres d'équipage étaient qualifiés, certifiés et formés conformément aux réglementations suisses et à celles des Autorités conjointes de l'aviation (JAA).
Le vol New York – Genève de Swissair, connu sous le surnom de « navette de l'ONU » en raison de sa popularité auprès des fonctionnaires de l'Organisation des Nations unies, transportait régulièrement des chefs d'entreprise, des scientifiques et des chercheurs,.

## Déroulement du vol

### Départ et premiers signes de fumée
Le 2 septembre 1998, le McDonnell Douglas MD-11 du vol Swissair 111 décolle de l'aéroport international de New York - John-F.-Kennedy à 0 h 18 UTC (20 h 18 heure de l'Est), avec à son bord deux pilotes, douze membres d'équipage de cabine et 215 passagers,. Rapidement, l'avion monte à son altitude de croisière de 33 000 pieds (10 060 mètres).
À 1 h 10 min 38 s, environ cinquante-deux minutes après le décollage, le copilote signale une odeur inhabituelle dans le poste de pilotage et aperçoit un peu de fumée derrière son siège. Vingt-huit secondes plus tard, le commandant de bord lui demande de se lever pour inspecter la partie arrière du poste de pilotage, près de la cloison. Au bout de quinze secondes, le copilote indique qu'il n'y a plus rien « là-haut » et retourne vers son siège.
À 1 h 12 min 6 s, le commandant demande à une hôtesse de l'air de la première classe de venir dans le cockpit. Après y être entrée, elle indique au commandant qu'elle sent effectivement quelque chose dans le poste mais qu'aucune odeur n'est présente dans la cabine. Moins de trente secondes plus tard, le commandant, remarquant que la fumée n'est presque plus visible, demande à son copilote : « C’est le conditionnement d’air, n’est-ce pas ? », auquel ce dernier lui répond : « Oui ». À ce moment-là, ils estiment qu'il s'agit probablement d'une fumée provenant du système de climatisation. Mais à 1 h 13 min 14 s, ils remarquent que de la fumée est de nouveau visible à l'arrière du cockpit et commencent à chercher des solutions pour un possible déroutement du vol. Moins de quarante secondes plus tard, le commandant s'exclame : « Cela ne va pas bien du tout là-haut ».

### Message d'urgence et descente
À 1 h 14 min 15 s, alors que l'odeur et la fumée redeviennent clairement perceptibles, les pilotes émettent alors un appel radio « pan-pan » à destination du contrôle de la circulation aérienne de Moncton, la station chargée du trafic aérien au-dessus de la province canadienne de la Nouvelle-Écosse. Les pilotes demandent un déroutement vers l'aéroport international Logan de Boston dans l'État américain du Massachusetts, qu'ils connaissent bien, mais qui se situe à environ 300 milles nautiques (556 kilomètres) derrière eux. Finalement, ils décident d'accepter la proposition du contrôleur aérien de se dérouter vers l'aéroport international d'Halifax situé à 56 milles nautiques (104 kilomètres) devant eux. À ce moment, les pilotes enfilent leur masque à oxygène et commencent la descente.
À 1 h 18 min 17 s, le centre de Moncton transmet l'avion vers le contrôle de la circulation aérienne du terminal d'Halifax. Se trouvant à une altitude de 25 000 pieds (7 620 mètres) et autorisés par le contrôleur à descendre à 3 000 pieds (910 mètres), les pilotes demandent une distance de vol plus longue pour permettre à l'avion de descendre en toute sécurité et afin de préparer la cabine pour l'atterrissage. L'équipage demande ensuite à délester du carburant pour réduire sa masse. Le contrôleur dirige alors l'avion vers le sud en direction de la baie de St. Margarets, où l'avion peut décharger du carburant tout en restant à moins de 40 milles nautiques (74 kilomètres) de l'aéroport.

### Fin de vol et impact avec l'océan
À 1 h 24 min 42 s, dix minutes après l'appel « pan-pan », les deux pilotes parlent en même temps sur la fréquence alors que le copilote déclare en particulier : « Il faut qu'on se pose tout de suite ». Or, à cette demande d’atterrissage d'urgence, le contrôleur aérien, Bill Pickrell, ne répond qu'un : « Swissair 111, encore quelques kilomètres, je vous suis ». De fait, il n'a pas entendu cette requête au milieu des propos des deux pilotes, alors que plusieurs échanges sont en cours au sein de la salle de contrôle où il se trouve. Ce raté va l'obséder pendant plusieurs années : « Je ne suis pas sûr d'être capable de décrire convenablement ce que j'éprouve, ce qui s'est passé ce soir-là, j'ai dû y repenser un bon millier de fois, est-ce que j'aurais pu faire davantage ? Est-ce que j'ai commis une erreur ? Est-ce que j'ai ma part dans ce qui est arrivé ? Mais, j'ai fini par comprendre que de toute manière je n'aurais rien pu faire d'autre, tout ce qu'on pouvait faire, on l'a fait ».
Conformément à la check-list de Swissair en cas de fumée d'origine inconnue, l'équipage coupe l'alimentation électrique de la cabine. Cette action a pour conséquence notable d'éteindre les ventilateurs de recirculation d'air du plafond de la cabine, entraînant la propagation de l'incendie vers le cockpit et coupant bientôt l'alimentation du pilote automatique. À 1 h 24 min 28 s, l'équipage informe Halifax qu'ils doivent « maintenant voler manuellement », puis déclare une urgence. Dix secondes plus tard, les pilotes déclarent à nouveau : « … et nous déclarons une urgence maintenant, Swissair 111 ». Il s'agit de la dernière transmission reçue du vol,.
En conséquence de la propagation fulgurante de l'incendie, l'enregistreur de données de vol (FDR) cesse de fonctionner à 1 h 25 min 40 s, suivi moins d'une seconde plus tard par l'enregistreur phonique (CVR). Le transpondeur de l'avion transmet brièvement des informations aux radars secondaires de 1 h 25 min 50 s à 1 h 26 min 4 s, heure à laquelle l'altitude de l'avion est de 9 700 pieds (2 950 mètres). Après cela, l'avion n'est suivi que par le radar primaire qui ne fournit pas d'informations d'altitude.

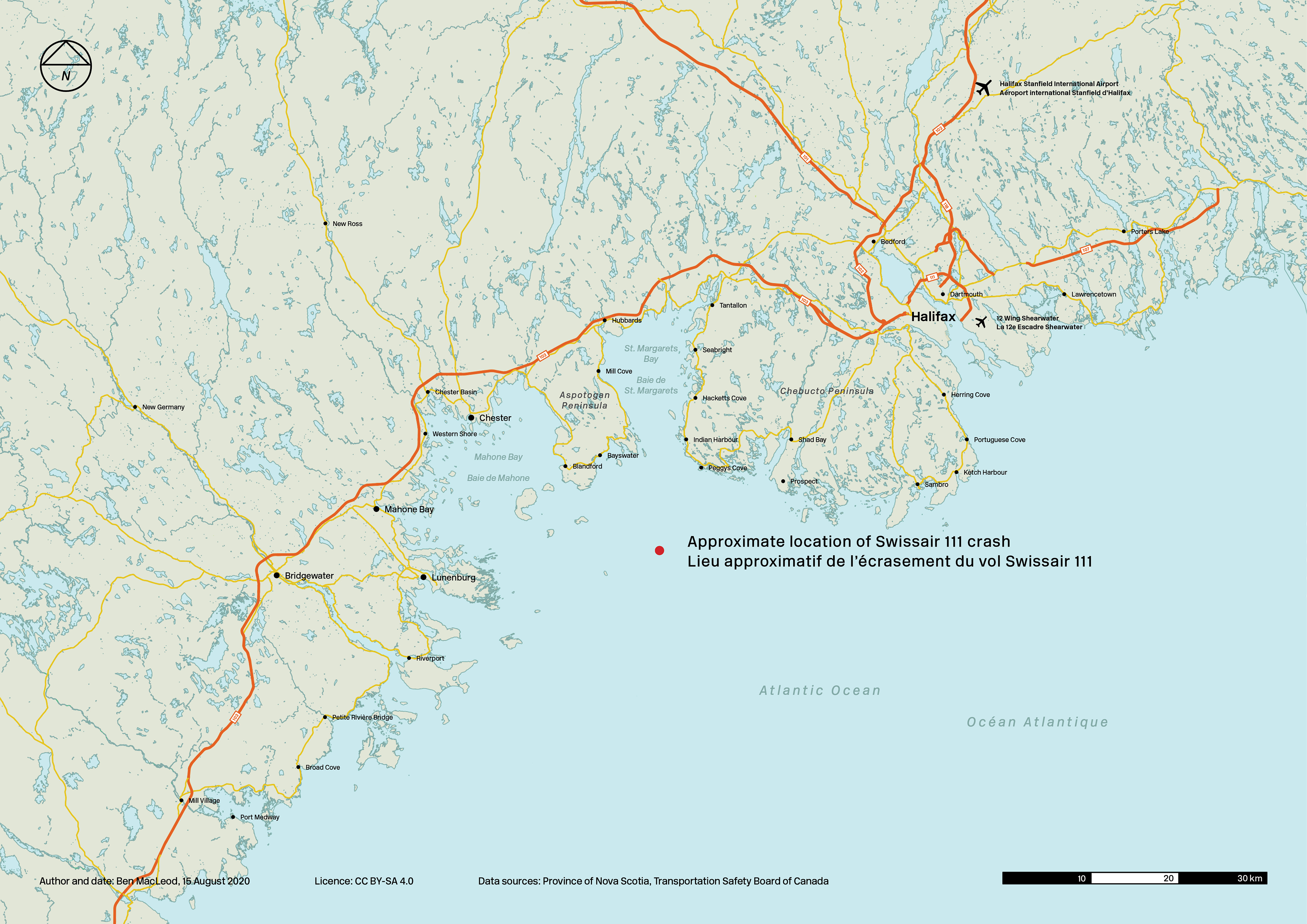
Lieu de l’écrasement du vol Swissair 111.

Dans les derniers instants avant que les deux enregistreurs de vol ne cessent de fonctionner, de nombreux systèmes avioniques de l'avion tombent en panne et le CVR capte quelques paroles du commandant de bord qui fait allusion à quelque chose qui brûle ainsi que du copilote indiquant que « tout est éteint de [s]on côté », signifiant que tous ses instruments de vol ont cessé de fonctionner.
À 1 h 31 min 18 s UTC (22 h 31 min 18 s AST), l'avion percute l'océan à une vitesse estimée à environ 300 nœuds (555 km/h). Confirmant ce chronométrage, des sismographes situés à Halifax et à Moncton enregistrent un événement sismique au moment où l’avion heurte le plan d'eau. L'écrasement est évalué à une force de 350 g, ce qui désintègre instantanément l'appareil et tue sur le coup toutes les personnes à bord,. Le lieu de l'accident est environ situé aux coordonnées géographiques : 44° 24′ 33″ N, 63° 58′ 25″ O,.

## Victimes

### Passagers et équipage
Dans l'après-midi du 3 septembre, il devient évident qu'il n'y a aucun survivant,. Avec 229 décès, il s'agit du pire accident aérien pour un McDonnell Douglas MD-11, du pire accident de la compagnie aérienne Swissair au cours de ses 71 années de service, et du deuxième pire accident aérien de l'histoire du Canada après celui du vol Arrow Air 1285 en décembre 1985.
Plusieurs membres de l'Organisation des Nations unies étaient à bord dont Pierre Gerety, du Haut Commissariat des Nations unies pour les réfugiés, Yves de Roussan, conseiller de l’UNICEF et Ingrid Acevedo, directrice des relations publiques,,. Parmi les victimes se trouvent aussi Jonathan Mann, ancien chef du programme sida de l'Organisation mondiale de la santé, et son épouse, Mary Lou Clements-Mann, chercheuse sur le sida,,. John LaMotta, fils du champion de boxe Jake LaMotta, Pierre Babolat, directeur de l'équipementier sportif Babolat, ainsi que Dominique Burrus, industriel suisse et son fils de 18 ans figurent également parmi les victimes. Le joueur de tennis suisse Marc Rosset était censé prendre lui aussi ce vol pour rentrer de l'US Open qu'il venait de disputer, mais il a finalement décidé de repousser son retour en Suisse, annulant sa réservation au dernier moment,.
Les 215 passagers et quatorze membres d'équipage victimes de l'accident sont des nationalités suivantes, : 116 Américains, cinquante Suisses (dont treize des quatorze membres d'équipage), quarante-quatre Français, huit Britanniques, quatre Canadiens, trois Italiens, deux Libanais, deux Iraniens ainsi qu'un ressortissant d'Afghanistan, d'Allemagne, d'Arabie saoudite, de Chine, d'Égypte, d'Espagne, de Grèce, d'Inde, d'Israël, du Maroc, du Mexique, des Pays-Bas, de Russie, de Saint-Christophe-et-Niévès, de Suède et de Yougoslavie,,.

### Identification
Les médecins légistes de la Gendarmerie royale du Canada (GRC) identifient la plupart des corps dans les dix semaines suivant l'accident,. En raison des forces d'impact extrêmes, un seul corps était identifiable visuellement. Le profilage de l'ADN est utilisé pour identifier une centaine de corps dans ce qui a été appelé « le plus grand projet d'identification d'ADN jamais entrepris au Canada »,. Par ailleurs, la GRC réclame aux proches des victimes des informations d'antécédents médicaux et des dossiers dentaires. Il leur demande également des échantillons de sang afin d'établir une correspondance génétique avec l'ADN des victimes. Environ quatre-vingt-dix corps sont identifiés à l'aide de dossiers dentaires, les autres par ADN, empreintes digitales et comparaisons aux rayons X. En raison du grand nombre de radiographies dentaires ante mortem (avant la mort) dont disposent les examinateurs, ces corps ont pu être identifiés fin octobre 1998. En décembre 1998, deux mois après l'accident, les 229 occupants de l’avion ont tous été identifiés.

## Après l'accident

### Opérations de recherche et sauvetage

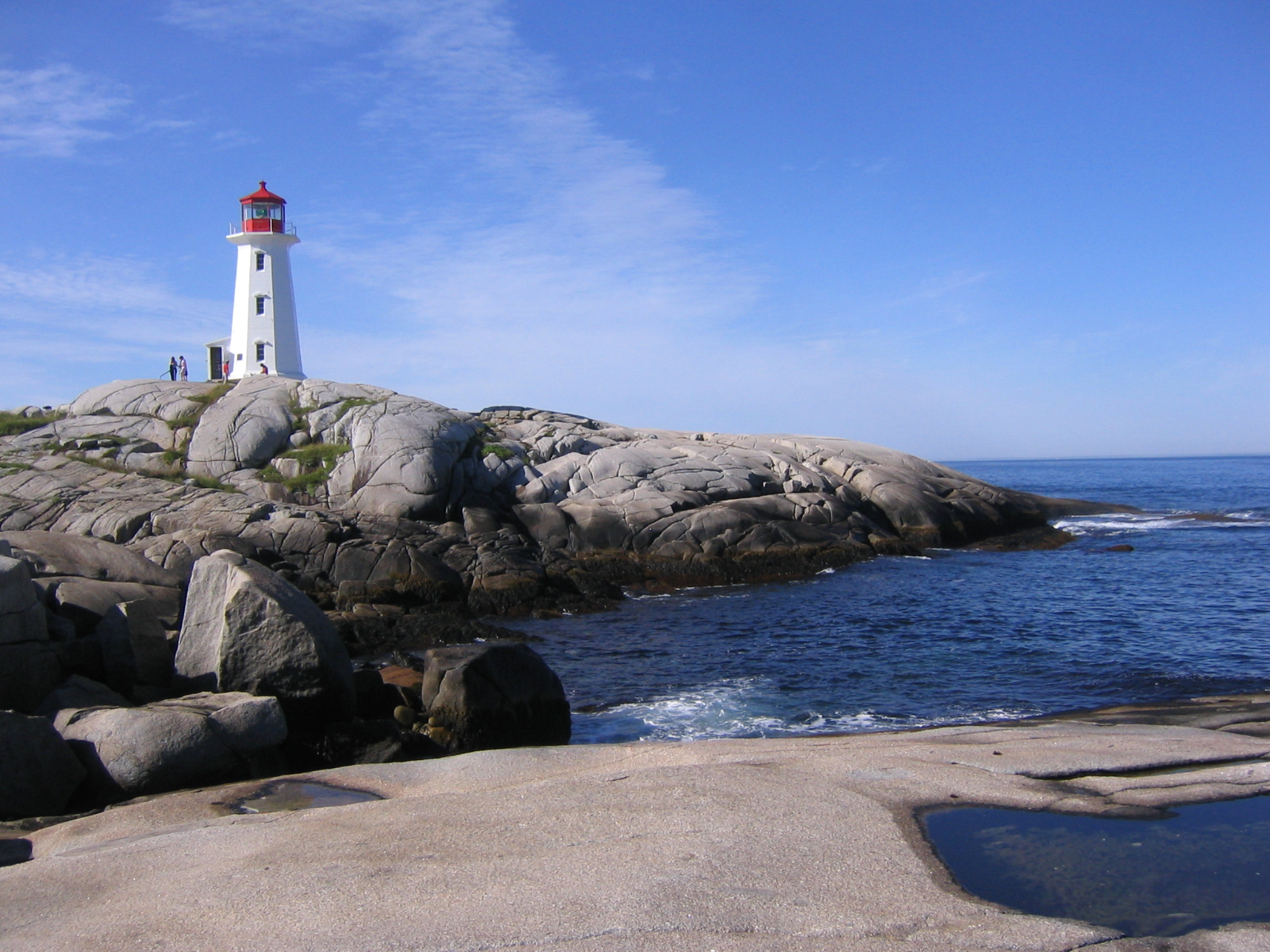
Le vol Swissair 111 s'est écrasé à environ dix kilomètres au large de Peggys Cove. Sur la photo, le phare de Peggys Point en 2005, avec la baie de St. Margarets à droite de l'image.

L'opération de recherche et sauvetage (SAR) porte le nom de code Opération Persistance. Elle est lancée immédiatement par le Centre conjoint de coordination des opérations de sauvetage (JRCC Halifax), qui a chargé l'Aviation royale canadienne, la Marine royale canadienne et l'Armée canadienne, en collaboration avec la Garde côtière canadienne (GCC) et la Garde côtière auxiliaire canadienne (GCAC), de retrouver l'épave de l'avion dans l'océan Atlantique.
Les premières unités à atteindre le lieu de l'accident sont des volontaires de la GCAC, s'agissant pour la plupart de bateaux de pêche privés opérant à partir de Peggys Cove, de Bayswater et d'autres ports de la baie de St. Margarets et de la péninsule Aspotogan. Elles sont rapidement rejointes par un navire de la GCC, le NGCC Sambro, des hélicoptères Sikorsky CH-124 Sea King, pilotés depuis la base des Forces canadiennes Shearwater, et des hélicoptères CH-113 Labrador provenant de la base des Forces canadiennes Greenwood pilotés par le 413e Escadron de transport et sauvetage. D'autres navires de la GCC ainsi que des Forces armées canadiennes, comme le NCSM Halifax ou le NCSM Preserver,, rejoignent les opérations de recherche. La proximité du site de l'accident avec Halifax fait que les navires amarrés à la plus grande base navale du Canada, la base des Forces canadiennes Halifax, et à l'une des plus grandes bases de la GCC, située à Dartmouth, étaient à moins d'une heure de navigation.
Le service ambulancier de la région de la Nouvelle-Écosse, le Emergency Health Services (EHS), est informé de la disparition de l'avion à 22 h 39 AST, soit environ huit minutes après l'accident, et ordonne à vingt-et-une unités d'urgence situées à Halifax ainsi que sur la rive sud de la Nouvelle-Écosse et sur la vallée d'Annapolis d'intervenir. Un hélicoptère est également envoyé sur le lieu de l'accident et les hôpitaux de la région sont mis en état d'alerte. Le lendemain matin, les chances de retrouver des survivants diminuant, l'état d'alerte des services d'urgence est levé vers 3 h 30.
La recherche terrestre, y compris celle sur le littoral, est conduite par la Halifax Regional Search and Rescue, l'organisation étant responsable de toutes les opérations au sol, y compris des opérations militaires et des équipes de recherche et de sauvetage au sol.

### Opérations de récupération
L'avion s'est désintégré lors de l'impact et la plupart des débris ont coulé au fond de l'océan, à une profondeur allant jusqu'à 55 mètres,. Certains débris sont trouvés flottant dans la zone de l'écrasement et, au cours des semaines suivantes, quelques débris sont rejetés sur les rivages à proximité. La zone est balayée à l'aide de sonars, de scanners tridimensionnels et de véhicules sous-marins téléguidés (ROV) pour localiser les débris,. Une fois localisés, ils sont récupérés, initialement par des plongeurs et des ROV, puis par dragage et chalutage.

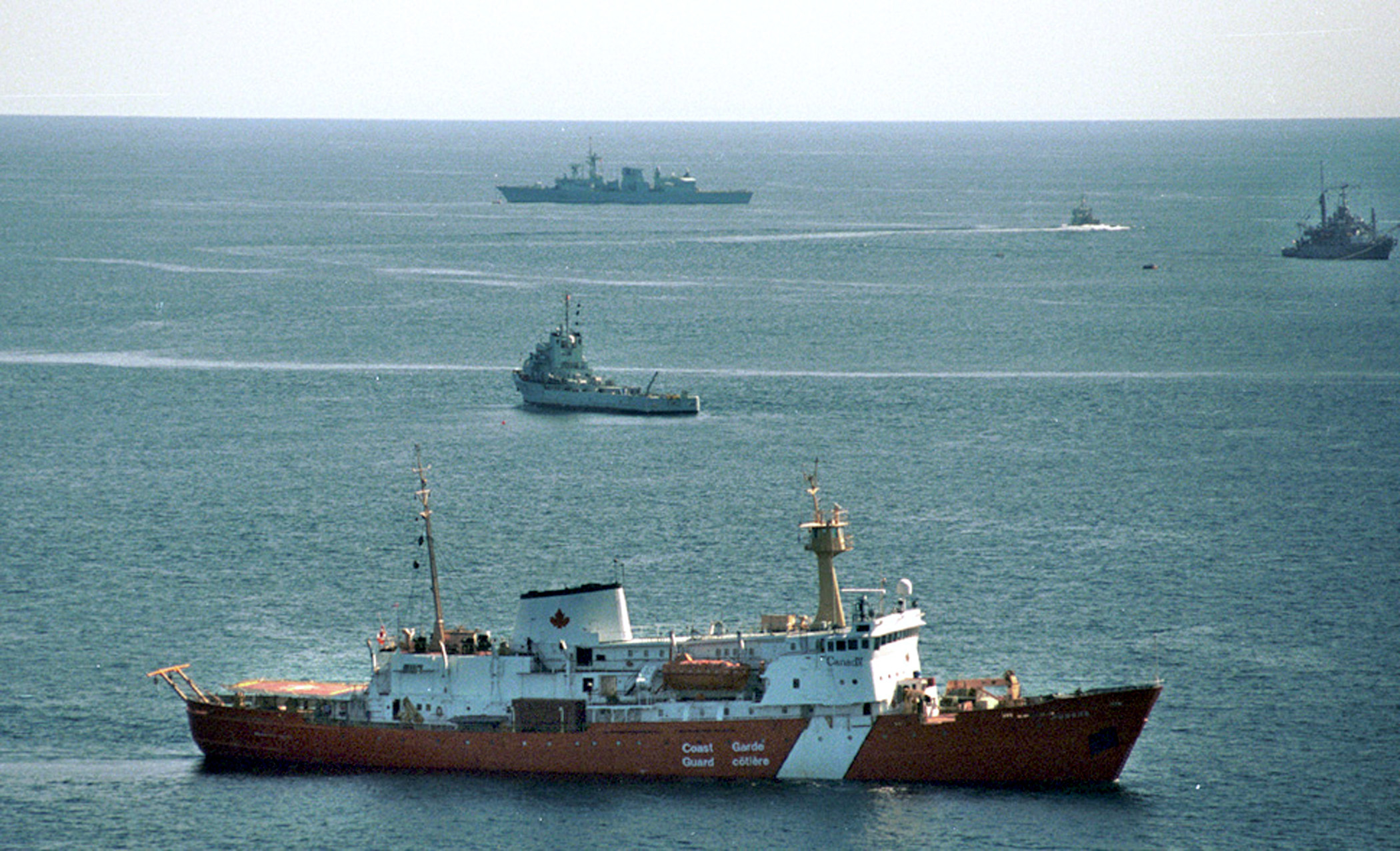
Le 14 septembre, le NGCC Hudson à la recherche des débris du vol Swissair 111 (premier plan), avec le NCSM Anticosti (centre), l'USS Grapple (droite) et une frégate de classe Halifax (arrière-plan).

L'objectif initial de la récupération est de retrouver et d'identifier les restes humains et de récupérer les enregistreurs de vol. Comme « les forces d’impact étaient de l’ordre de 350 g », l'avion était fragmenté et la récupération des restes humains n'a pu être dissociée de la récupération de l'épave,. Des plongeurs des Forces armées canadiennes participent aux opérations de récupération, mais face à l'ampleur de la tâche, le gouvernement du Canada demande au gouvernement des États-Unis un plus gros navire pour la récupération. L'USS Grapple contribue ainsi à l'effort de recherche, arrivant de Philadelphie le 12 septembre,,,.
L'enregistreur phonique (CVR) et l'enregistreur de données de vol (FDR) sont retrouvés par le sous-marin NCSM Okanagan à l'aide d'un sonar pour détecter les signaux des balises de localisation sous-marines et sont rapidement récupérés par des plongeurs de la marine canadienne (le FDR le 6 septembre et le CVR le 11 septembre),.
Le 2 octobre, une opération de transport lourd est lancée pour récupérer la majeure partie de l'épave située en eau profonde avant le début des tempêtes hivernales,. Au 21 octobre, environ 27 % de l'épave a été récupérée. Deux mois plus tard, le 21 décembre, environ 85 % de l'épave a été ramenée à la surface. La phase finale de récupération des débris mobilise le navire Queen of the Netherlands pour draguer les débris restant au fond de l'eau. La récupération se termine le 15 décembre 1999 avec 98 % de l'avion récupéré, soit 126 554 kilogrammes de débris et 18 144 kilogrammes de fret,,. Finalement, les opérations de repêchage et de récupération de l'épave ont duré plus de treize mois,.

## Enquête
L'enquête du Bureau de la sécurité des transports du Canada (BST) est devenue celle sur les accidents de transport la plus importante et la plus coûteuse de l'histoire du Canada, coûtant environ 57 millions de dollars canadiens (environ 35 millions d'euros) sur quatre ans et demi,,.

### Enregistrements

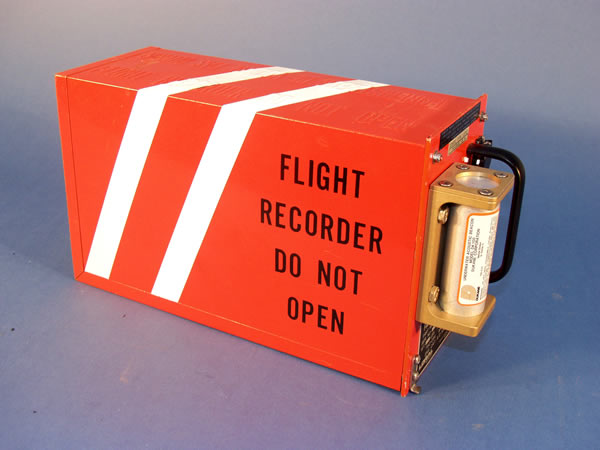
Enregistreur de vol (boîte noire) non.

Les deux enregistreurs de vol ou « boîtes noires » (CVR et FDR) ont cessé de fonctionner lorsque l'avion a perdu son alimentation électrique, à environ 10 000 pieds (3 050 mètres) d'altitude, cinq minutes et trente-sept secondes avant l'impact,,. L'absence de données et d'informations sonores dans ces dernières minutes du vol a considérablement compliqué l'enquête et en a accru la durée.
L'enregistreur phonique (CVR) utilisait une bande d'enregistrement fonctionnant sur une boucle de trente minutes. Il n'a donc conservé que la demi-heure de vol avant la panne des enregistreurs. Les premières données enregistrées sur le CVR se situent environ dix-sept minutes avant qu'une odeur inhabituelle soit décelée par les pilotes,. L'enregistreur de données de vol (FDR) enregistrait « environ 250 paramètres » et « contenait environ soixante-dix heures de données de vol continues, lesquelles comprenaient celles du vol ayant mené à l'accident et des six vols précédents ». Le Bureau de la sécurité des transports du Canada (BST) note que « les données enregistrées sur le FDR étaient de bonne qualité technique », mais aucun paramètre sur la présence de fumée dans la cabine, dans la soute ou au niveau du réseau de divertissement en vol ne faisait partie des données surveillées,.
En janvier 1999, un article du Wall Street Journal allègue que les pilotes n'étaient pas d'accord sur la nécessité de délester du carburant ou de descendre directement sur Halifax,,. Sur la base de résumés de la transcription du CVR, l'article affirme que le copilote Loew avait suggéré des mesures visant un atterrissage rapide, qui ont été ignorées ou rejetées par le commandant Zimmermann,. Néanmoins, les enquêteurs de Swissair et du BST ne font aucun commentaire sur l’exactitude de l'article, un porte-parole du BST le considérant comme « l'interprétation d'un journaliste d'un document de ce qui aurait pu être » sur le CVR,,.

### Examen des débris

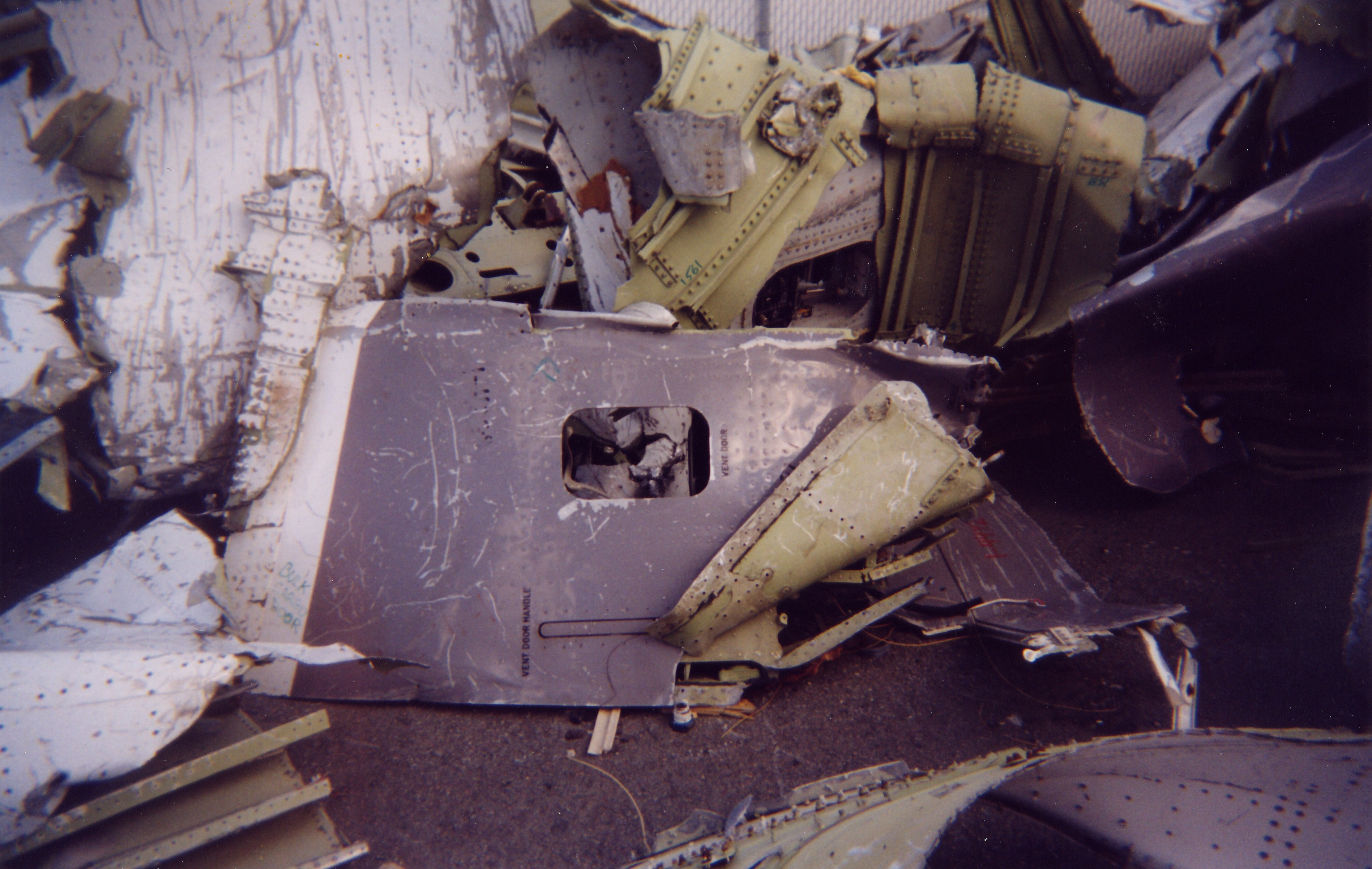
La porte cargo et d'autres débris récupérés.

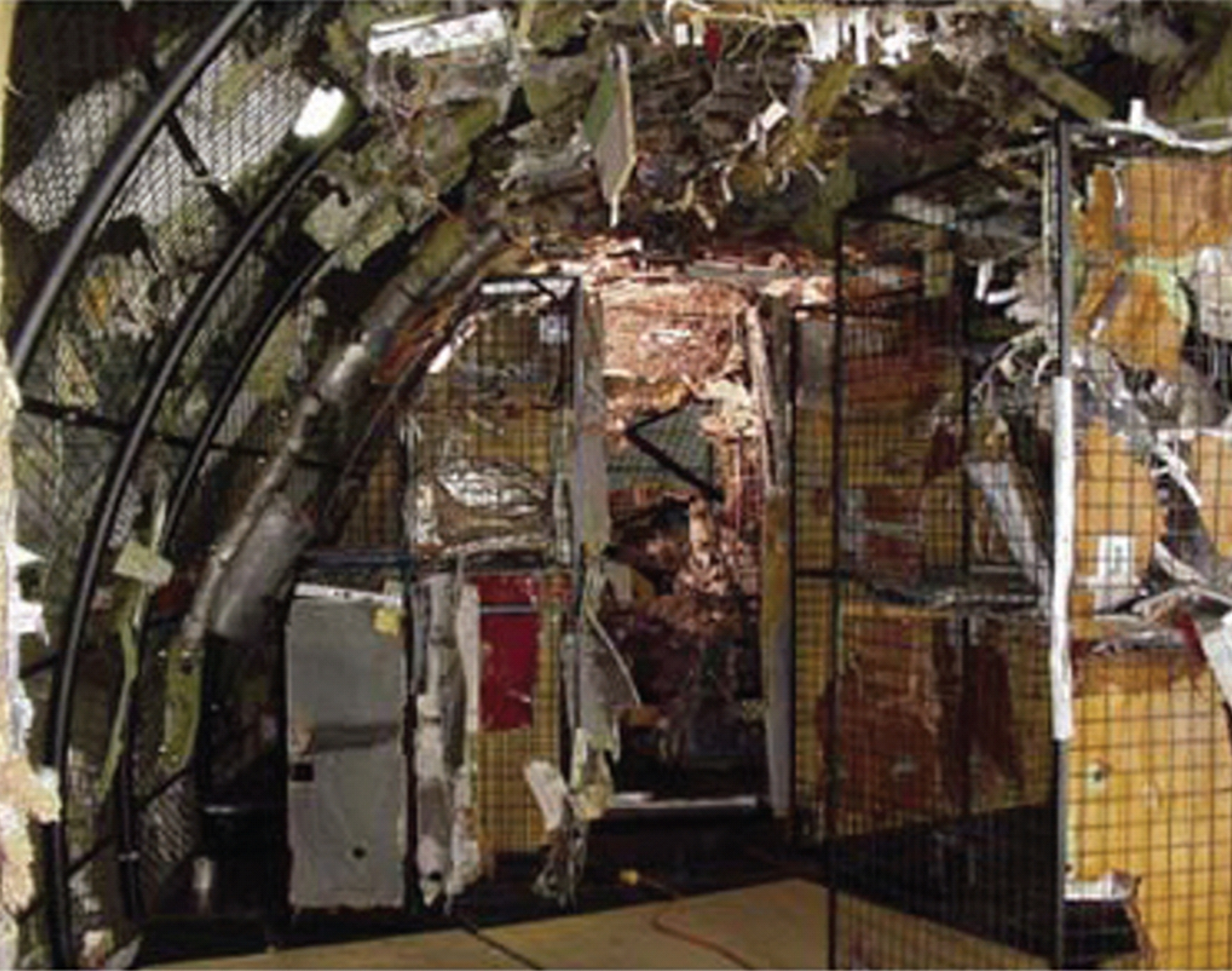
Dans un hangar, le BST et la FAA reconstituent l'épave avec les débris récupérés. Ici, la partie avant et le poste de pilotage, près de l'endroit où l'incendie a débuté.

Les enquêteurs tentent de comprendre les dernières minutes du vol en inspectant les débris récupérés.
Environ deux millions de débris et plus de 275 kilomètres de câbles électriques sont récupérés et ramenés à terre pour inspection dans une installation sécurisée située dans un parc industriel à Sheet Harbour. Les petits matériaux sont inspectés à la main par des équipes d'enquêteurs à la recherche de restes humains, d'effets personnels et d'objets de valeur provenant de la soute de l'avion. Les débris restants sont ensuite transportés à la base des Forces canadiennes Shearwater, où ils sont de nouveau triés et inspectés par plus de 350 enquêteurs de plusieurs organisations et sociétés, dont le Bureau de la sécurité des transports du Canada (BST), le Conseil national de la sécurité des transports américain (NTSB), la Federal Aviation Administration (FAA), le Bureau d'enquête sur les accidents d'aviation suisse (BEAA), Boeing, Pratt & Whitney, la Air Line Pilots Association (ALPA) et Swissair. À la demande du BST, l'AAIB britannique et le BEA français participent également à l'enquête afin de renforcer l'équipe en spécialistes supplémentaires et d'apporter leur expertise.
Au fur et à mesure que les débris sont amenés à la surface, ces derniers sont soigneusement nettoyés à l'eau douce, triés et pesés. Certains sont ensuite placés dans une zone spécifique d'un hangar à Shearwater, sur la base d'un système de grille représentant les différentes sections de l'avion. Une attention particulière est accordée à tout élément présentant des dommages dus à la chaleur, des brûlures ou d'autres marques inhabituelles,. La partie située entre l'avant du poste de pilotage et l'avant de la cabine passagers de première classe est reconstruite. Les informations obtenues permettent alors aux enquêteurs de déterminer la gravité et les limites des dommages causés par l'incendie, ainsi que ses origines possibles et sa propagation.

### Propagation de l'incendie

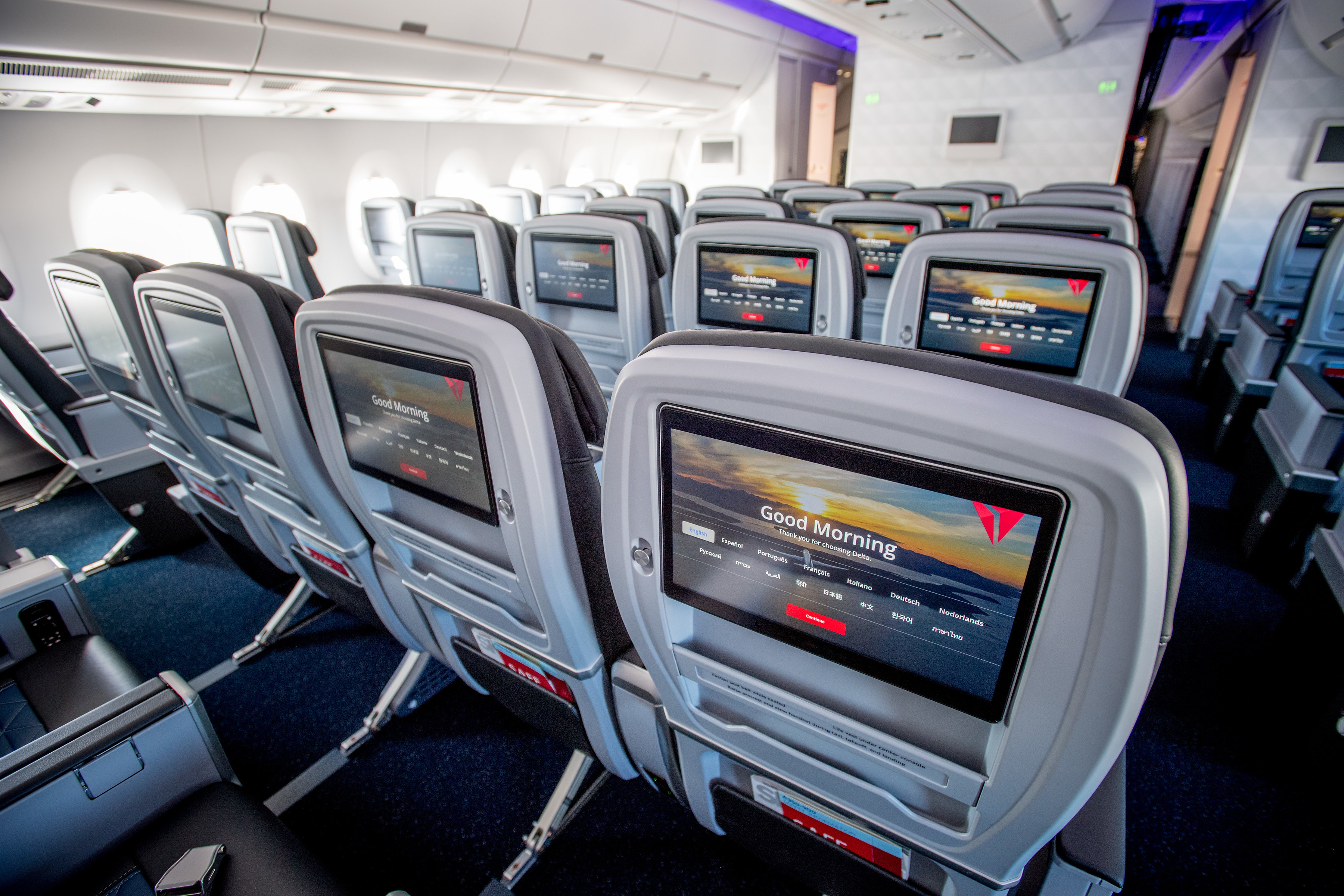
Intérieur d'une cabine d'un Airbus A350 de Delta Air Lines en 2017, présentant un système moderne de divertissement en vol sur les dossiers de chaque siège. L'équipement installé à bord du vol 111 figurait parmi les premières versions du système et avait une tendance à consommer une quantité importante d'énergie et à fortement surchauffer lorsqu'il était en fonctionnement,.

Au départ, les pilotes n'ont aperçu que peu de fumée à l'arrière du poste de pilotage et en ont déduit, conformément à leur formation, qu'il s'agissait sûrement d'un événement mineur et qu'il n'y avait donc pas de situation de détresse. Or à ce moment-là, le flux des conduits de ventilation portait la fumée vers l'arrière de l'avion.
Après que les pilotes ont coupé l'alimentation des systèmes de cabine « non essentiels », éteignant notamment son éclairage comme la procédure l'indiquait, un flux inversé dans les conduits de ventilation a augmenté la quantité de fumée atteignant le cockpit,. Au moment où ils ont pris conscience de la gravité de l'incendie, celui-ci était devenu si important qu'il était impossible d'y remédier,. Dès lors, sa rapide progression a entraîné la panne des principaux systèmes avioniques, en commençant par le pilote automatique, et lorsque les pilotes ont délesté du carburant conformément à la procédure, ils ont rapidement été incapables de contrôler l'appareil. Des fragments récupérés montrent que la chaleur à l'intérieur du cockpit est devenue si grande que des pièces en aluminium du plafond ont fondu,.
Lors des derniers instants du vol, il est probable que la visibilité à l'intérieur du cockpit était extrêmement réduite et que la fumée avait envahi tout le compartiment. L'enquête établit que comme la majeure partie de la fumée et du feu était située près du cockpit, il y a probablement eu peu de fumée dans la cabine, à l'exception de la partie avant dans les dernières minutes.

### Derniers instants du vol
Environ une minute avant l'impact, l'un des pilotes coupe le moteur no 2 à une altitude d'environ 1 800 pieds (550 mètres). Les dommages du moteur retrouvés montrent qu'il tournait au ralenti et qu'il ne fournissait pas une puissance élevée lors de l'impact. La raison de sa coupure n'a pas pu être déterminée avec certitude, mais une hypothèse est que l'incendie a endommagé certains câbles qui ont généré de fausses alarmes d'incendie moteur. Les différents fils et câbles de ces systèmes n'ont pas pu être identifiés mais ils se trouvaient « à un endroit fortement endommagé par la chaleur et le feu ».
Malgré tout, cela prouve qu'au moins un des deux pilotes était toujours conscient seulement quelques instants avant la collision avec l'eau. Lors de l'analyse des débris retrouvés dans le poste de pilotage, les enquêteurs ont pu affirmer que le siège du copilote était « dans une position de vol normale, [avec] les ceintures de sécurité bouclées [et qu'il] était occupé au moment de l’impact ». De l'autre côté, celles du commandant de bord « n’étaient pas bouclées […] et le siège était en position d’évacuation ». Cependant, « aucun indice clair n’a permis de déterminer si le siège [du commandant] était occupé au moment de l’impact », mais il semble que le copilote s'occupait toujours du pilotage de l'avion lors des derniers instants, tandis que le commandant était peut-être à l'arrière du cockpit, luttant contre l'incendie.
L'horizon artificiel et les indicateurs de vitesse montrent que l'avion aurait heurté la surface de l'eau à plus de 300 nœuds (555 km/h) avec une inclinaison en piqué de 20 degrés et latérale de 110 degrés. Toutefois, l'horizon artificiel n'était plus sous tension au moment de l'impact et il n'est pas certain que les informations que l'instrument affichait aient été celles de l'avion lors des derniers instants. Dans son rapport final, le BST note que « l’emplacement de la zone de débris par rapport au dernier écho du radar primaire reçu indique que l’appareil était en virage à droite avant l'impact. La zone était relativement restreinte, ce qui laisse croire que l’avion a heurté le plan d’eau selon un angle de piqué relativement prononcé ».

### Atterrissage d'urgence et théorie criminelle
Les enquêteurs ont essayé de déterminer si les pilotes auraient pu effectuer un atterrissage d'urgence en toute sécurité dès la détection de la fumée dans le poste de pilotage. Compte tenu des défaillances successives et de plus en plus rapides des systèmes de l'avion dès lors que l'incendie s'est propagé, l'enquête conclut qu'il aurait été de toute façon impossible d'atterrir en toute sécurité sur l'aéroport le plus proche à Halifax,. Dans l'hypothèse où l'avion aurait quand même réussi à atterrir sur la piste, il n'aurait pas pu s'arrêter à temps car les systèmes aidant l'appareil à freiner, à ne pas déraper et à s'arrêter auraient probablement été défaillants en raison des dégâts causés par le feu.
Plusieurs médias ont évoqué la possibilité qu'un engin explosif criminel ait pu être la cause du déclenchement de l'incendie à bord de l'avion,, mais les faits établis dans les conclusions du rapport final du BST indiquent que « la Gendarmerie royale du Canada n’a rien trouvé qui prouverait qu’un explosif, un dispositif incendiaire ou un acte criminel aient été à l’origine de l’incendie en vol »,.

### Conclusions
Le Bureau de la sécurité des transports du Canada (BST) rend public son rapport final le 27 mars 2003. L'enquête identifie onze causes et facteurs contributifs de l'accident, le premier et le plus important étant :

« Les normes de certification de l'avion relativement à l'inflammabilité des matériaux étaient inadéquates en ce qu'elles permettaient l'utilisation de matériaux qui pouvaient s'enflammer et qui pouvaient alimenter et propager un incendie. Par conséquent, un matériau inflammable a propagé un incendie qui s'était déclaré au-dessus du plafond, sur le côté droit du poste de pilotage, près de la paroi arrière de ce dernier. L'incendie s’est propagé et a gagné rapidement en intensité au point de détériorer les systèmes de bord et l'environnement du poste de pilotage et, ultimement, de mener à la perte de contrôle de l'avion. ».

— Bureau de la sécurité des transports du Canada, Rapport d'enquête aéronautique A98H0003
Les enquêteurs ont identifié des signes d'arc électrique dans le câblage du réseau de divertissement en vol,. Cela n'a pas déclenché les disjoncteurs, qui n'étaient pas conçus pour offrir une protection contre tous les types d'amorçage arc. Cet arc serait « l'événement principal » qui a enflammé, juste au-dessus du plafond arrière droit du poste de pilotage, le revêtement des couvertures isolantes en film métallisé (polytéréphtalate d'éthylène — PET), qui s'est avéré être hautement inflammable,,.
Les enquêteurs affirment que « la source d’inflammation la plus vraisemblable est l’amorçage d’un arc électrique à travers l’isolant ébréché d’un fil, ce qui a enflammé un matériau isolant recouvert de PET métallisé ». Ils établissent également que huit segments de câbles et de fils endommagés provenant du système de divertissement en vol ont été endommagés par des arcs électriques, dont un présentait des dégâts qui n’ont pu être attribués « à des dommages causés par l’incendie », et présentait donc des dégâts probablement antérieurs à ce dernier,. Malgré les efforts des équipes d'enquête, il n’a pas été possible de déterminer précisément comment l’arc électrique s'est déclenché :

« Il n'a pas été possible de déterminer comment l'isolant au point d’amorçage d'arc […] a d'abord été entamé, ni avec quoi ce fil est entré en contact, comme la structure ou un autre fil, pour causer l'arc électrique. Même si les renseignements disponibles indiquent que l'amorçage d'arc […] s'est produit […] là où l'incendie s'est le plus probablement déclaré, il n’est pas possible de conclure [qu'il] a été […] déclencheur de l'incendie. Selon toute vraisemblance, au moins un autre fil a été mêlé à cet amorçage d'arc initial ; toutefois, il n'a pas été possible de déterminer s'il s'agit d'un ou de plusieurs fils du RDB, d'un ou de plusieurs fils de l'avion ou d’une combinaison des deux. Un ou des amorçages d'arc sont à l'origine de l'incendie ; toutefois, [cela] n'aurait pas menacé l'avion s'il ne s’était pas trouvé à proximité d’un matériau facilement inflammable. La présence d'importantes quantités de matières inflammables a permis à l'incendie de se propager et de gagner rapidement en intensité, ce qui a mené à la perte de contrôle de l'avion. ».

— Bureau de la sécurité des transports du Canada, Rapport d'enquête aéronautique A98H0003

## Conséquences

### Sur la sécurité aérienne
Le Bureau de la sécurité des transports du Canada (BST) formule vingt-trois recommandations concernant des changements dans les matériaux des aéronefs (durcissement des essais, de la certification, des inspections et des procédures de maintenance), les systèmes électriques et sur l'enregistrement des données de vol,. De plus, les enquêteurs recommandent que la durée d'enregistrement de l'enregistreur phonique (CVR) devienne supérieure à trente minutes, temps souvent jugé trop court lors de plusieurs enquêtes,,. Depuis 2008, la Federal Aviation Administration (FAA) des États-Unis exige que la durée d'enregistrement soit d'au moins deux heures sur les CVR,,. En septembre 2016, l'Agence européenne de la sécurité aérienne (EASA) impose à son tour, dans les deux ans et demi, le remplacement des CVR d'une capacité de trente minutes par ceux d'une durée d'enregistrement de deux heures. Dans le même temps, de nouvelles réglementations sont adoptées dans l'Union européenne, aux États-Unis ainsi que dans plusieurs autres pays pour accroître la durée d'enregistrement des CVR à vingt-cinq heures pour les avions neufs à partir de 2021,.
Des recommandations générales sont formulées concernant l’amélioration des check-lists ainsi que des équipements et de la formation des pilotes en matière de détection et de lutte contre les incendies,.
Des matériaux d'isolation thermique habituellement utilisés dans les cockpits et agréés par la FAA se sont révélés particulièrement inflammables lors des tests,. Les matériaux d'isolation en polytéréphtalate d'éthylène métallisé (MPET, aussi connu sous le nom de Mylar) sont retirés des avions commerciaux dans les années qui suivent l'accident et plusieurs directives sont adoptées par la FAA pour contraindre à leur remplacement,,,,. En juin 2005, le remplacement des matériaux en MPET à bord des avions commerciaux se termine. De plus, des recommandations sur la détection incendie et les systèmes d'extinction sont publiées,. Ces recommandations conduisent à des changements généralisés dans les normes de la FAA et de ses équivalents dans le monde entier, affectant principalement le câblage, la résistance au feu, ainsi que la certification et les tests sur les matériaux constituant les avions,,. Au total, vingt-sept recommandations de sécurité sont émises par le BST et le NTSB à la suite de l'accident et de la publication du rapport final,,.

### Gestion de la crise

#### Après l'accident
Il s'agit du premier accident mortel pour la compagnie aérienne Swissair depuis près de vingt ans. Immédiatement après l'annonce de l'accident, une cellule de crise est mise en place à l'aéroport international de Zurich en Suisse et une conférence de presse est organisée dans la matinée pour informer le public et les médias. Dans les jours qui suivent, la compagnie organise le transport de journalistes et de certaines familles de victimes, fournissant notamment de l'argent liquide pour les proches souhaitant se rendre près du village canadien de Peggys Cove, en Nouvelle-Écosse,,. De nombreuses apparitions télévisées sont organisées montrant des cadres de l'entreprise fournissant les derniers détails de l'enquête et tentant de rassurer le public,. Dans le même temps, la compagnie engage plusieurs dizaines de conseillers pour aider les proches et invite des journalistes à visiter ses locaux de formation des équipages à Genève en mettant en place des démonstrations en simulateur de vol, notamment sur la gestion des incendies par les pilotes. Ainsi, Swissair a été « saluée » et est parfois citée comme un « modèle » dans sa gestion de crise et dans sa communication après l'accident du vol 111,,.
Fin octobre 1998, à mesure que l'enquête pointe du doigt les équipements de divertissement en vol, Swissair décide de retirer le système de ses McDonnell Douglas MD-11 et Boeing 747,,,,. Fin septembre 1999, la Federal Aviation Administration (FAA) bannit l'installation du système utilisé par Swissair des avions immatriculés aux États-Unis. Ce dernier est ensuite retiré définitivement de tous les avions de la compagnie aérienne suisse et n'a plus été utilisé dans des avions commerciaux.

#### Prise en charge des proches et indemnisations
L'hôtel Ramada Plaza à l'aéroport international de New York - John-F.-Kennedy est loué pour loger les parents et amis des victimes. Jerome Hauer, le chef du groupe de travail sur la gestion des urgences à New York, a salué la rapidité de réaction de Swissair en réponse à l'accident. Le maire de New York, Rudy Giuliani, a également salué l'empressement des dirigeants de la compagnie et a souligné le fait que « Swissair a réagi d'une excellente façon ». Deux ans plus tôt, il avait critiqué la confusion des autorités et l'inaction de la compagnie Trans World Airlines après l'accident du vol TWA 800 au large de la côte est des États-Unis, où les familles s'étaient également rassemblées à l'hôtel Ramada Plaza de l'aéroport de New York.
En août 1999, Swissair et Boeing (qui avait acquis McDonnell Douglas dans le cadre d'une fusion en 1997) conviennent de partager la « responsabilité financière » de l'accident et offrent aux familles des victimes une compensation financière,,,. Certaines familles rejettent l'offre en faveur d'une poursuite contre Swissair et DuPont, le fournisseur du revêtement isolant composé de polytéréphtalate d'éthylène,,. Plusieurs dizaines de plaintes sont également adressées contre SAirGroup, la société mère de Swissair, l'avionneur Boeing et à l'encontre de Interactive Flight Technologies, le fournisseur du système de divertissement en vol,,. Début août 1999, le montant des dommages-intérêts réclamés par les plaignants au travers des différentes poursuites cumule plus de seize milliards de dollars,,. Toutefois, en mars 2002, un juge fédéral américain statue contre les dommages-intérêts punitifs,. Ainsi, la plupart des familles concluent des accords à l'amiable avec la compagnie aérienne pour des sommes qui ne sont pas divulguées,. Les compensations résultantes totalisent probablement plusieurs centaines de millions de dollars américains en faveur des familles des victimes,.

### Cargaison perdue
Deux tableaux, dont Le Peintre (1963) de Pablo Picasso, étaient à bord de l'avion et ont été détruits dans l'accident. Seuls vingt centimètres carrés du tableau, estimé à l’époque à 1,5 million de dollars, ont été retrouvés parmi les débris,,.
L'avion contenait également d'importantes sommes d'argent liquide ainsi que des diamants et pierres précieuses dont la valeur est estimée à plusieurs centaines de millions de dollars, mais rien n'a jamais été retrouvé,.

### Impact sur les communautés environnantes
Plusieurs études ont tenté d'analyser l'impact psychologique et humain du drame et ses conséquences sur les communautés environnantes du lieu de l'accident, principalement sur les côtes de la province canadienne de la Nouvelle-Écosse, autour de la baie de St. Margarets,,,. Des milliers de personnes, « des militaires aux pêcheurs », ont participé aux opérations de récupération des restes humains et plusieurs centaines d'autres, majoritairement du personnel de la Gendarmerie royale du Canada, ont participé au processus d'identification des victimes,,. Les efforts menés durant des mois après le drame ont laissé des traces durables sur les populations, laissant notamment de nombreux habitants avec des troubles de stress post-traumatique,,,. En septembre 2018, vingt ans après l'accident, le site d'actualité canadien Global News résume : « Au fil des jours, le chagrin s'est amplifié. Le stress était si intense qu'on a demandé à certains d'être relevés de leurs fonctions dans les jours qui ont suivi le drame. L'armée a assimilé l'opération à des conditions de guerre ». Au cours des années et des décennies suivant l'accident, plusieurs ouvrages sont ainsi écrits, notamment des recueils de poèmes, interrogeant les durs effets de la catastrophe à long terme sur les résidents de la Nouvelle-Écosse,,.

### Devenir du modèle de l'avion et de Swissair

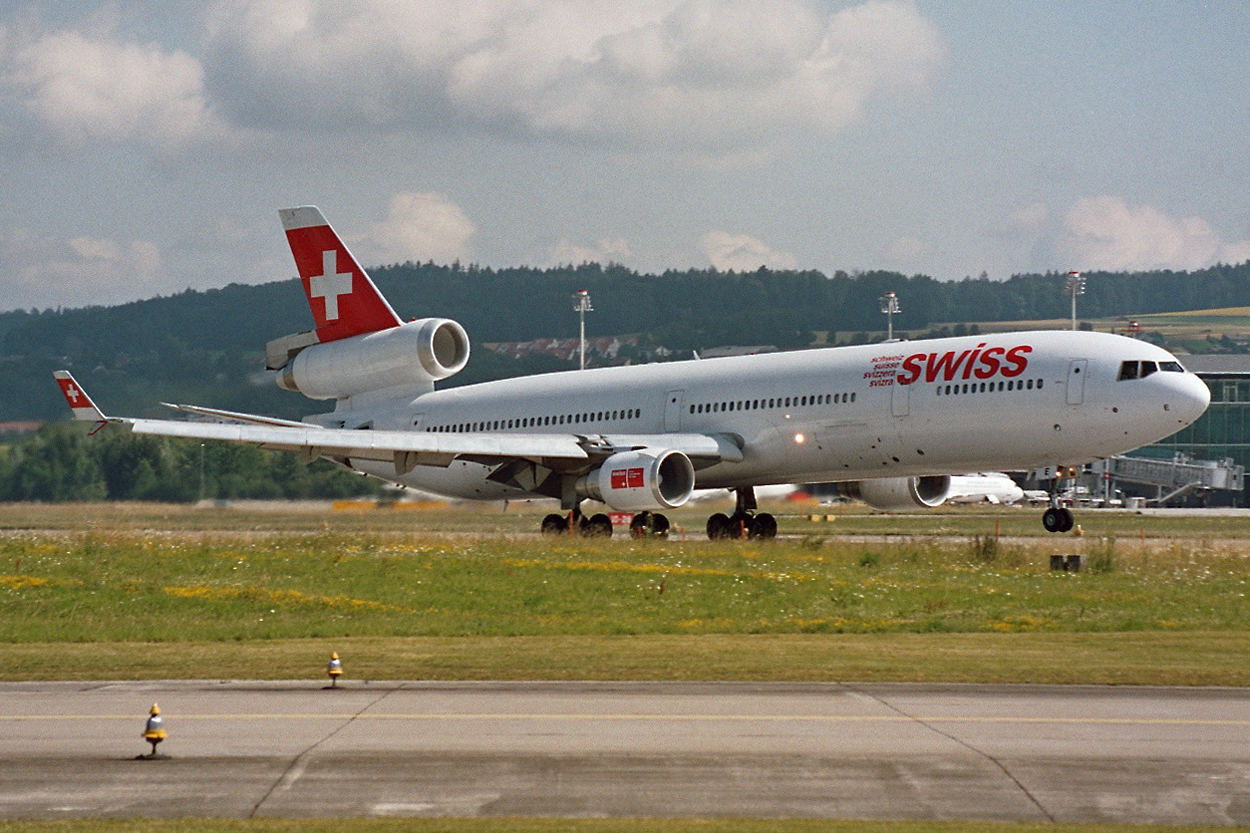
Après la faillite de Swissair, la nouvelle compagnie Swiss reprend une partie de la flotte de MD-11. Ici, le dernier appareil (HB-IWE) en juillet 2004 à Zurich, quelques mois avant son dernier vol avec la compagnie, le 31 octobre 2004. Par la suite, il opère en version cargo avec FedEx avant son retrait du service en février 2023.

À la fin des années 1990, le McDonnell Douglas MD-11 reste le seul et dernier avion de ligne à trois turboréacteurs en production,. Au moment de l'accident, Boeing produit toujours la version cargo, mais a cessé la production de la version passagers, la dernière étant livrée à Sabena en 1998. Le dernier MD-11 cargo est livré à Lufthansa Cargo en février 2001 et le dernier vol commercial de passagers du MD-11 a lieu le 26 octobre 2014.
L'accident du vol 111 a porté un grand préjudice à Swissair, d'autant plus que le système de divertissement en vol avait été installé sur les avions de la compagnie pour attirer plus de passagers, dans le but d'atténuer ses difficultés financières,,. Après l'accident, le numéro de vol pour la route New York – Genève est changé pour le numéro SR115 puis SR139,.
SAirGroup, la holding détenant la compagnie aérienne, fait faillite peu après les attentats du 11 septembre 2001, un événement qui provoque un choc important et généralisé du secteur du transport aérien,,. À la suite de la faillite de Swissair en octobre 2001, une nouvelle compagnie aérienne suisse, Swiss International Air Lines, voit le jour en avril 2002, résultant d'une fusion après la disparition de Swissair et de la compagnie Crossair,,. La nouvelle compagnie reprend la route aérienne changeant le numéro de vol pour la liaison New York – Genève en LX23. Jusqu'en 2020, le vol continue à être exploité entre l'aéroport international de New York - John-F.-Kennedy et l'aéroport international de Genève avec un Airbus A330-300. La liaison est suspendue en mars 2020 en raison de la pandémie de Covid-19, Swiss proposant, en attendant la reprise du trafic mondial de passagers, une route New York – Zurich (LX15). La route Genève – New York reprend finalement en décembre 2021, après vingt-et-un mois d'interruption.

### Recherche sur la lutte contre les incendies en vol
Cet accident, avec d'autres ayant impliqué un incendie catastrophique à bord, a contribué à l'amélioration et à la compréhension de leur lutte. Dans le cas du vol Swissair 111, le délai entre le moment où une odeur a été décelée la première fois dans le poste de pilotage et celui où l’avion s’est abîmé en mer a été de moins de vingt-et-une minutes. Il a donc été rapidement établi que la situation à bord d'un avion en feu laisse très peu de marge de manœuvre aux équipages pour réagir,. Ainsi, en avril 2001, dans un article destiné aux équipages, Boeing rapporte que « l'examen des données historiques sur les rares cas d'incendies ayant entraîné la perte de l'avion indique que le délai entre les premiers signes de fumée et une situation désespérée peut être très court, une question de quelques minutes »,.
Dans les décennies suivant l'accident, la recherche s'accélère dans l'objectif d'expérimenter de nouveaux systèmes qui permettraient de lutter plus efficacement contre les incendies en vol dans les zones les plus difficiles d'accès des avions,,,. En octobre 2018, une étude publiée par la Royal Aeronautical Society du Royaume-Uni souligne le fait que « de 1990 à 2010, il y a eu dix-huit accidents majeurs impliquant des incendies en vol », ayant provoqué la mort de 423 personnes dans le monde. Ainsi, selon l'étude, « les données appuient la conclusion qu'il continue d'y avoir des événements de fumée en vol qui entraînent des déroutements. Il n'y a pas eu de diminution des événements de fumée en vol depuis les années 1990. Les données indiquent également la probabilité de poursuite des événements de fumée en vol à l'avenir si aucun changement majeur n'est mis en œuvre ».
Dans des avions de ligne modernes où l'intégration des systèmes électroniques est toujours plus poussée, les feux d'origines électriques représentent toujours un danger majeur pour l'ensemble du secteur aéronautique. Les procédures internationales désormais en vigueur recommandent l'utilisation immédiate des masques à oxygène par les pilotes et le déroutement de l'avion sur l'aéroport le plus proche et ce, le plus rapidement possible dès les premiers signes de fumée. Dans une note d'information publiée en décembre 2014, la Federal Aviation Administration des États-Unis rappelle que « retarder la descente de quelques minutes seulement peut faire la différence entre un atterrissage et une évacuation réussis et une perte complète de l'avion ».
En mars 2021, une étude du département des Transports des États-Unis en collaboration avec le National Institute of Standards and Technology (NIST) est menée afin d'« examiner l'impact d'un incendie caché dans le compartiment supérieur d'un avion commercial ». L'étude entreprend d'élaborer un nouveau système de simulateur dynamique de feu (Fire Dynamics Simulator — FDS) afin de mieux prévenir les incendies dans les compartiments supérieurs, endroits où les espaces aux plafonds incurvés, remplis de conduits d'aération, de câblage électrique et d'éléments structurels rendent très difficile la lutte efficace contre les incendies,. Selon les auteurs de l'étude, le nouveau logiciel permettrait, « en modélisant les systèmes d'extinction d'incendie, […] [de] recueillir des détails précieux sur la façon d'éteindre ou de ralentir [leur] propagation. […] [Il] peut également démontrer comment les agents d'extinction d'incendie s'écouleraient et se mélangeraient à la fumée dans des espaces [exigus] de forme irrégulière. La réalisation de ces tests virtuels aiderait les chercheurs à identifier de nouveaux produits chimiques ou systèmes bien adaptés et fournirait des informations sur la meilleure façon de les mettre en œuvre ».

## Mémoriaux et hommages

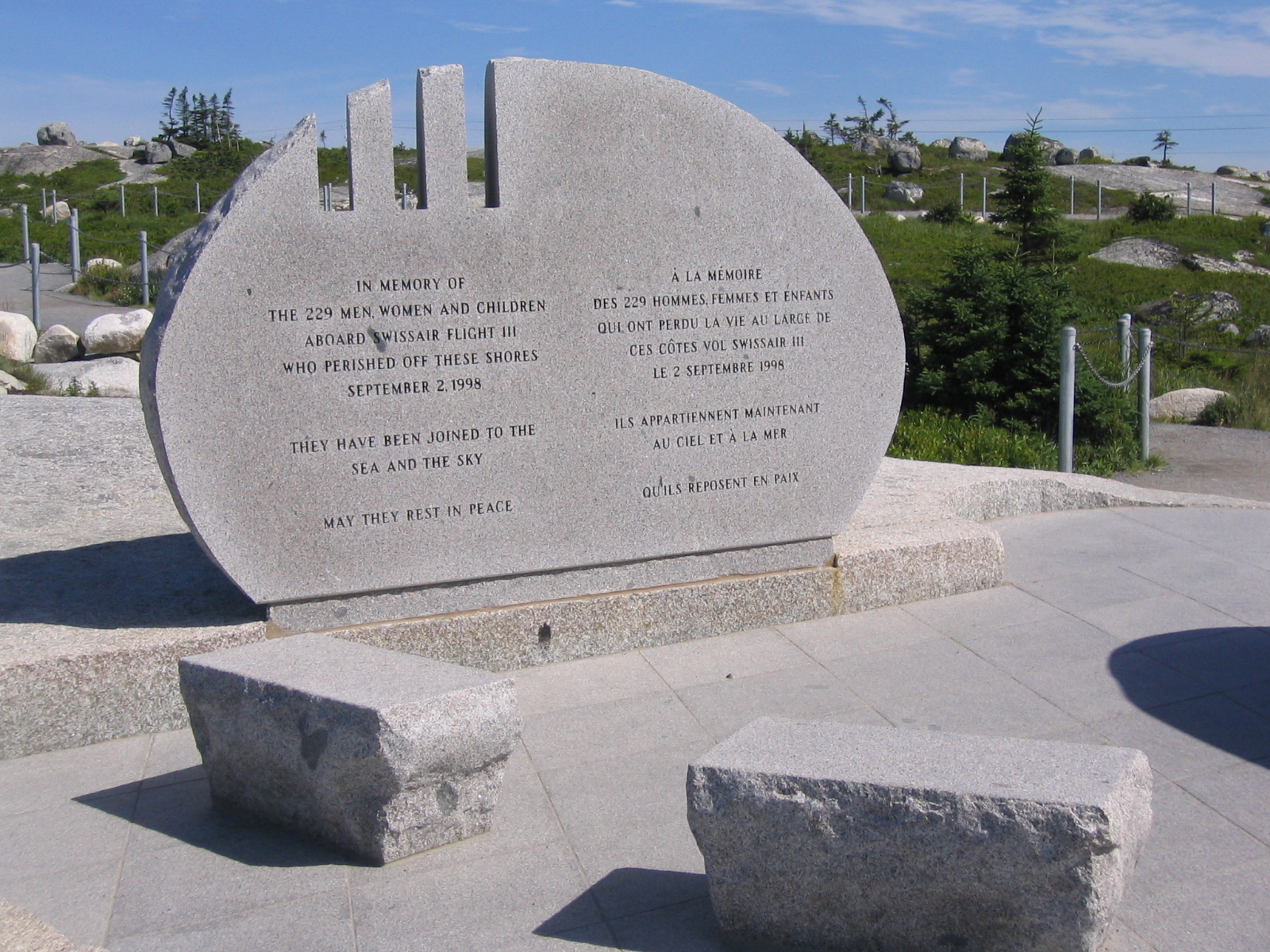
Mémorial à Indian Harbour, situé à environ deux kilomètres au nord-ouest de Peggys Cove.

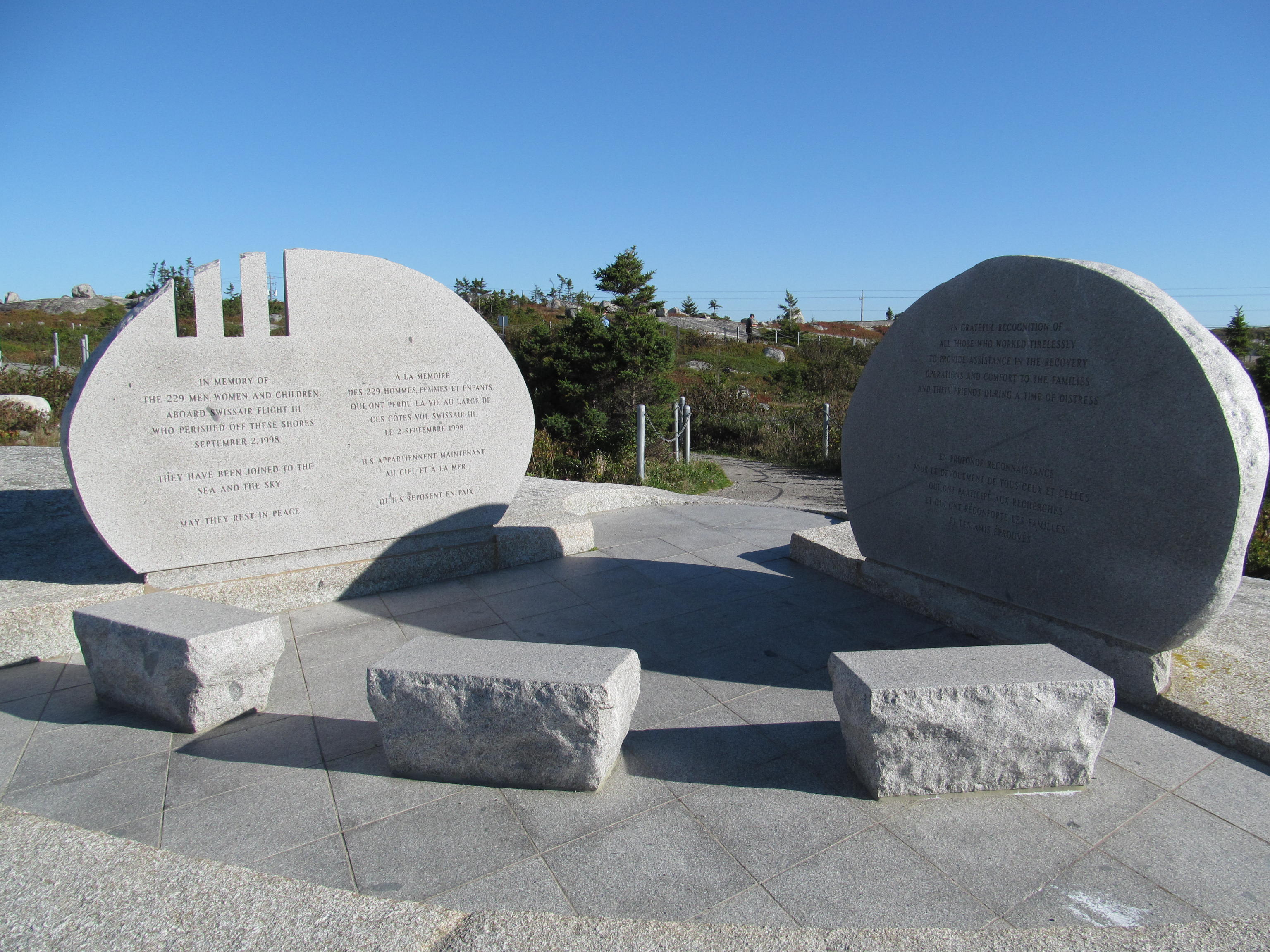
La stèle de gauche présente un texte en français et en anglais : À la mémoire des 229 hommes, femmes et enfants qui ont perdu la vie au large de ces côtes – Vol Swissair 111, le 2 septembre 1998. Ils appartiennent maintenant au ciel et à la mer. Qu'ils reposent en paix.

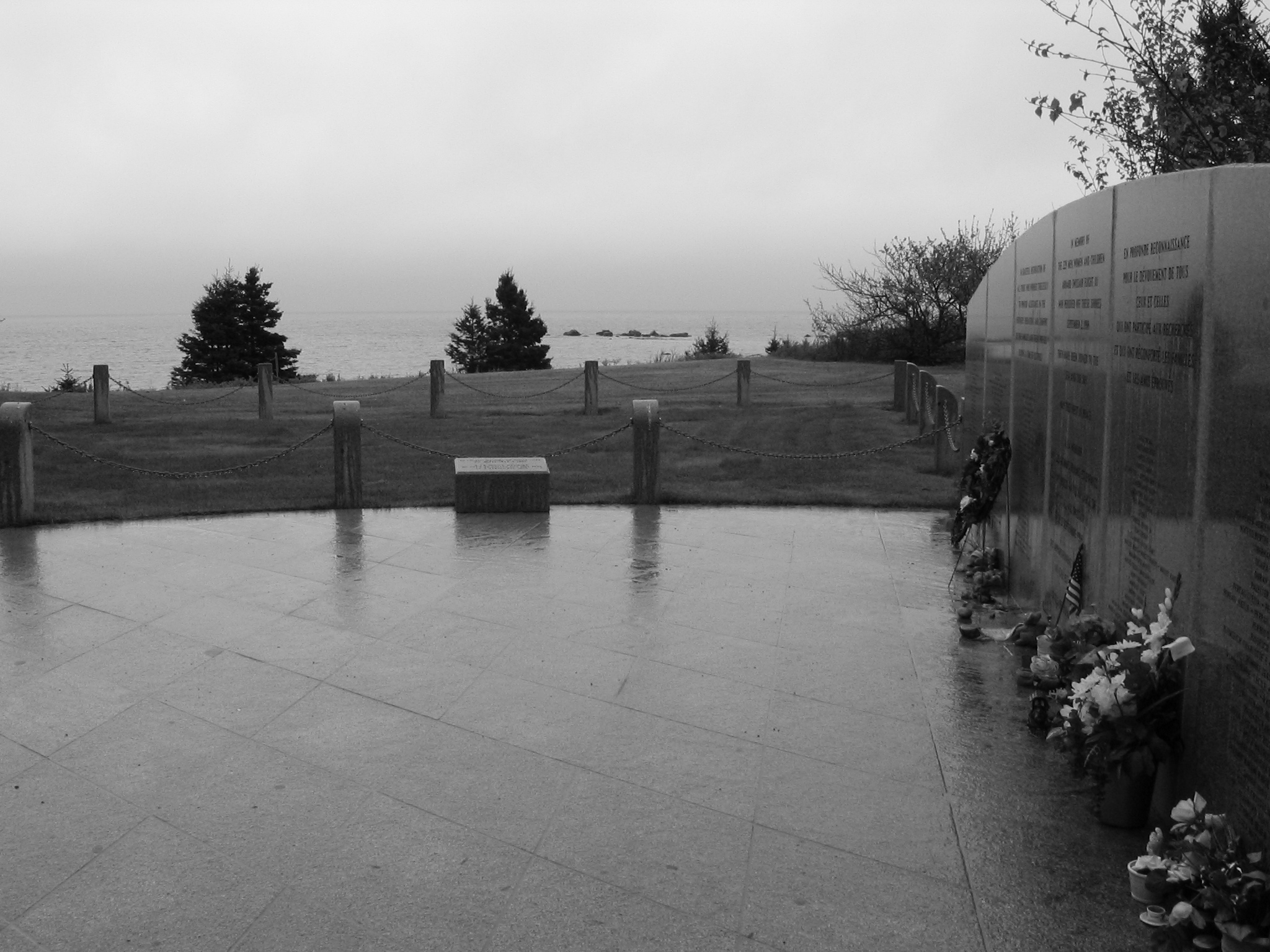
Mémorial à Bayswater.

Un service commémoratif a lieu sur le terrain de l'école primaire East St. Margaret's à Indian Harbour le 9 septembre 1998,. Parmi les personnes présentes se trouvent plus de 175 proches des victimes, le président de la Confédération suisse Flavio Cotti, le premier ministre du Canada Jean Chrétien et le premier ministre de la Nouvelle-Écosse, Russell MacLellan. Un service commémoratif a également lieu à Zurich en Suisse le 11 septembre. L'année suivante, une autre cérémonie a lieu en Nouvelle-Écosse. Tous les ans, les familles et les amis des victimes ou de simples voyageurs se réunissent sur les mémoriaux pour rendre hommage aux victimes,,.
Le gouvernement de la Nouvelle-Écosse a créé deux monuments commémoratifs à l'intention des personnes décédées. L'un se trouve au nord-est du lieu de l'accident à Indian Harbour, un promontoire situé à environ deux kilomètres au nord-ouest de Peggys Cove et à environ trente kilomètres au sud-ouest d'Halifax,,. Il se compose de deux pierres commémoratives gravées et de bancs dirigés vers la mer et vers l'endroit où le vol 111 s'est écrasé,.
Le deuxième mémorial se situe sur la rive ouest de la baie de St. Margarets, au nord-ouest du lieu de l'accident, près du parc provincial Bayswater Beach sur la péninsule Aspotogan à Bayswater,. Les restes non identifiés des victimes y sont enterrés et les noms des 229 passagers et membres d'équipage inscrits sur un mur commémoratif,. Un fonds a été créé pour entretenir les monuments et le gouvernement a adopté une loi pour les reconnaître et mieux les entretenir,. Les trois sites combinés, celui de Indian Harbour, Bayswater et le site de l'accident, forment un triangle, ce qui se reflète dans la conception des monuments commémoratifs.

Mémoriaux à Indian Harbour et Bayswater
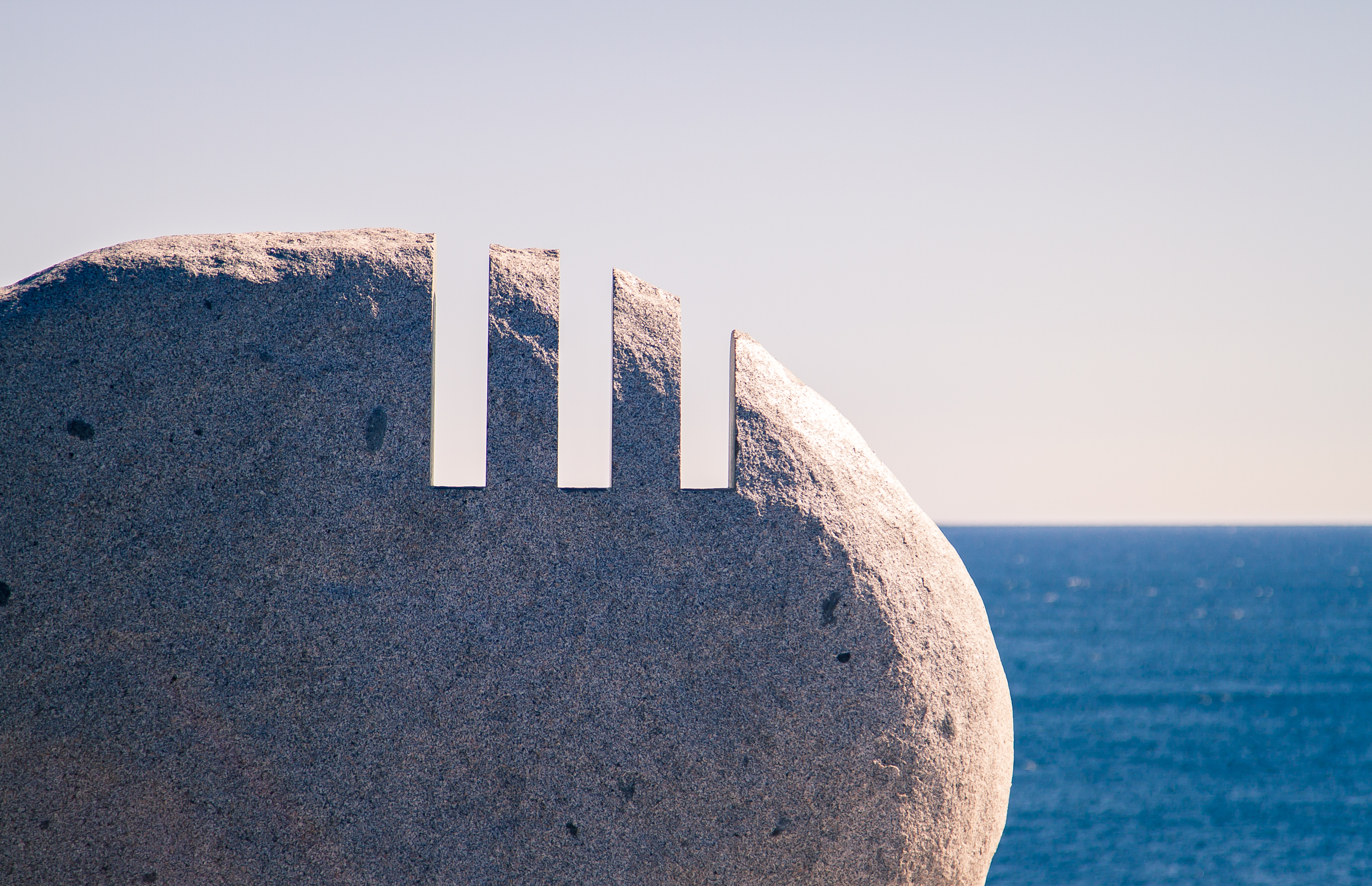
Les trois encoches sur la pierre principale à Indian Harbour représentent le numéro du vol 111 et pointent, comme les inscriptions, vers la baie de St. Margarets et le lieu de l'accident.
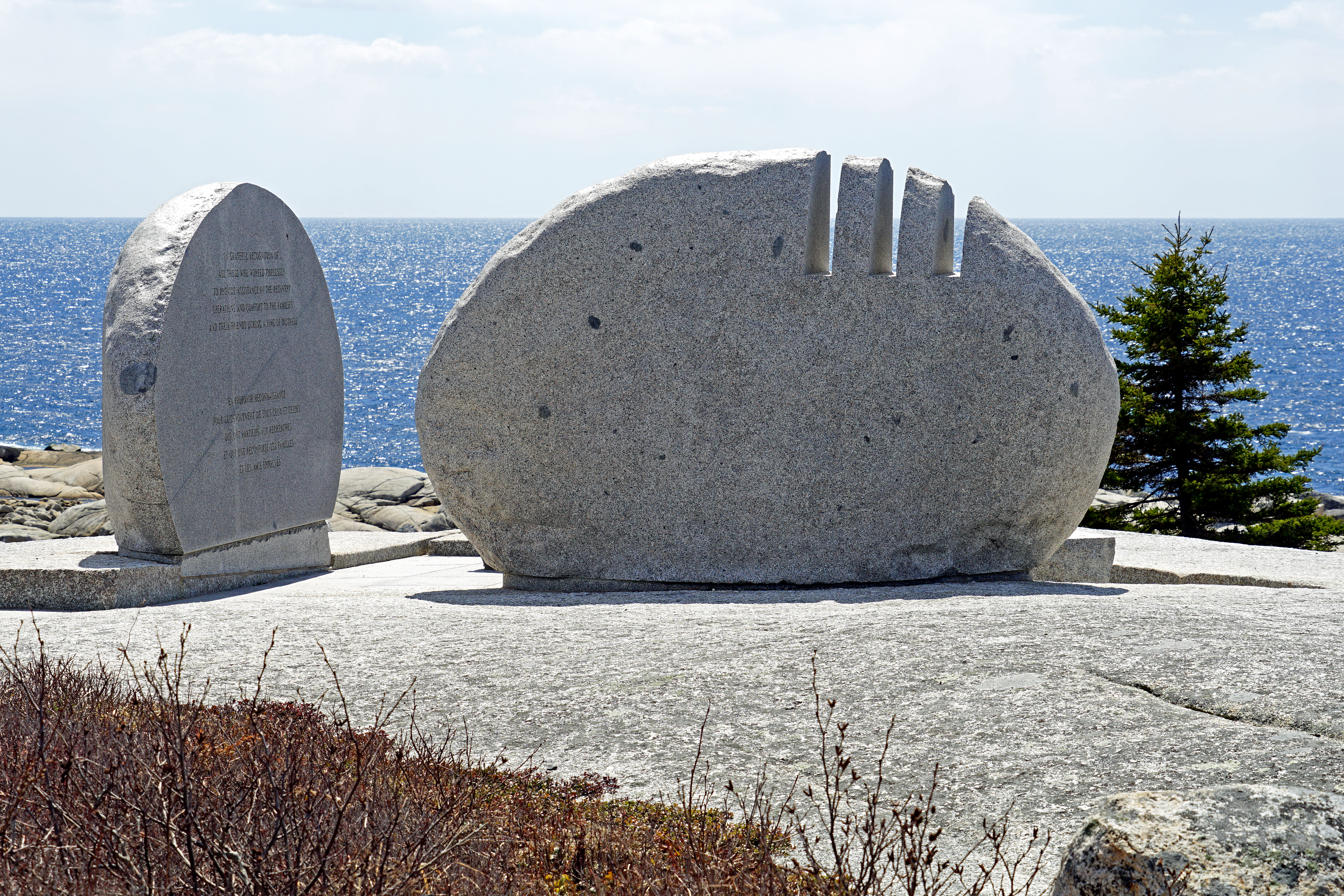
Sur la deuxième pierre, vue ici de côté, on lit l'inscription suivante : « En profonde reconnaissance pour le dévouement de tous ceux et celles qui ont participé aux recherches et qui ont réconforté les familles et les amis éprouvés ».
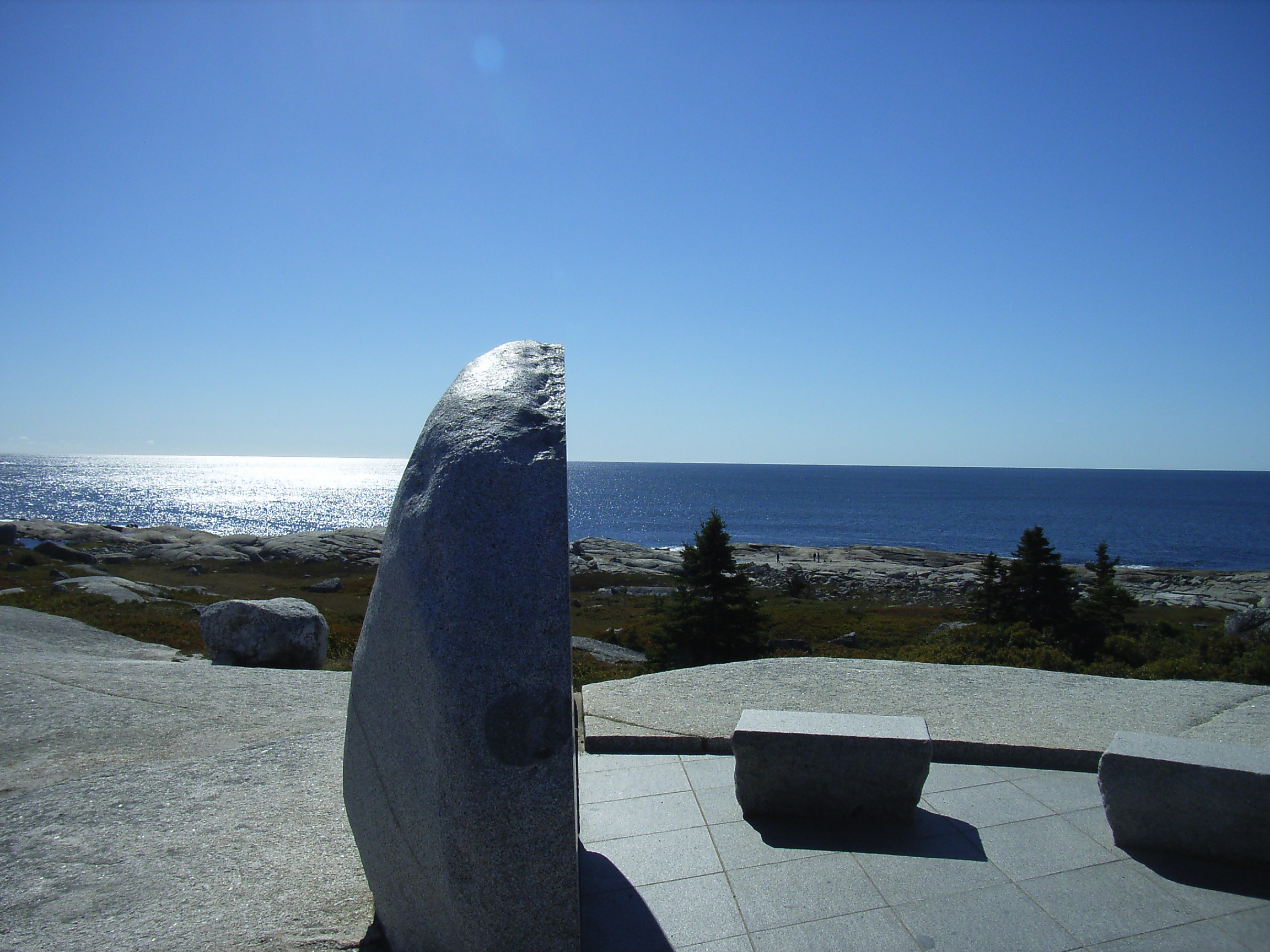
Vue de côté de l'une des pierres commémoratives, avec des bancs en pierre dont la vue donne sur le large.
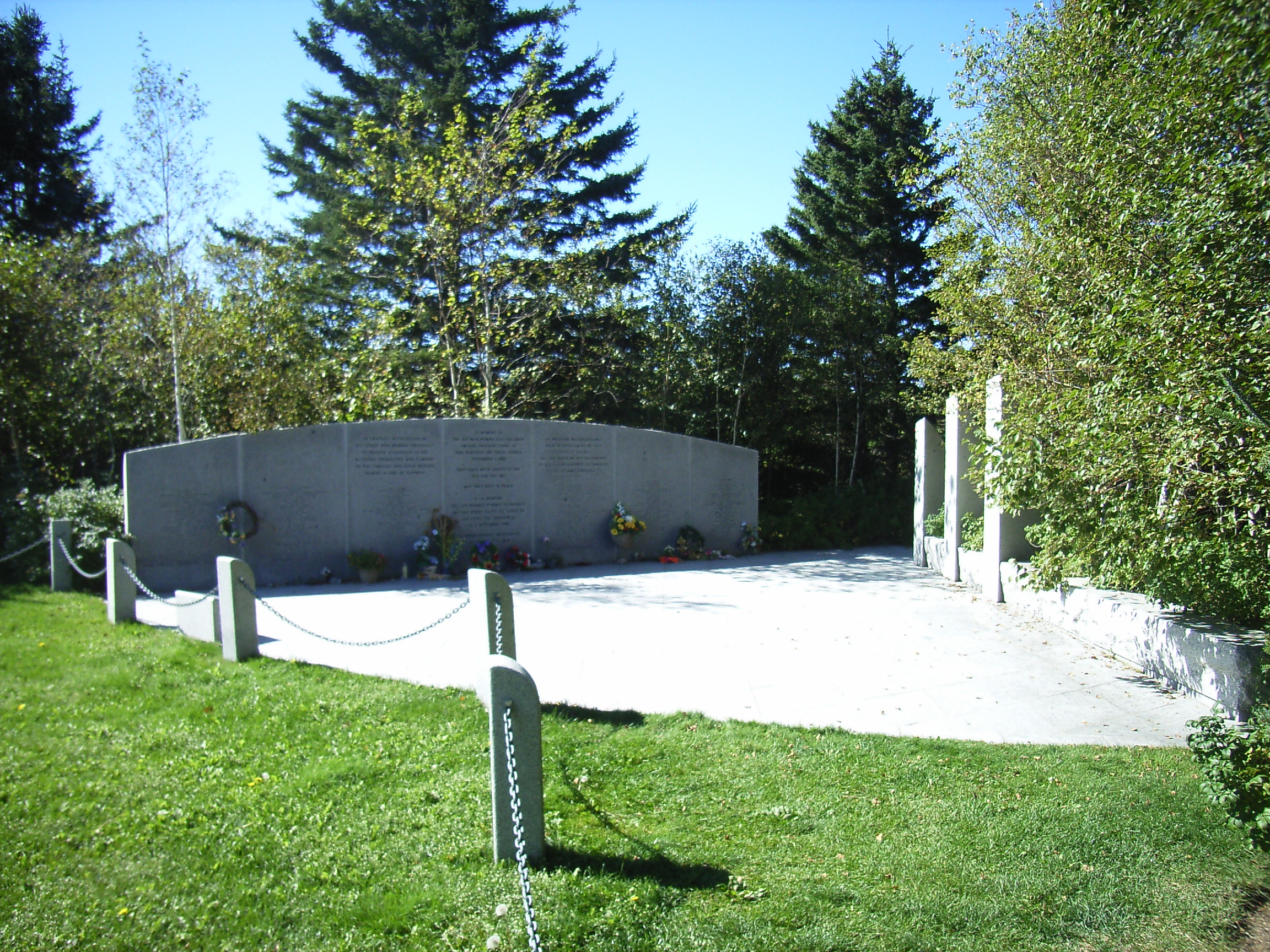
Mémorial à Bayswater, où un mur commémoratif rappelle les noms de toutes les victimes et où les restes non identifiés sont enterrés.
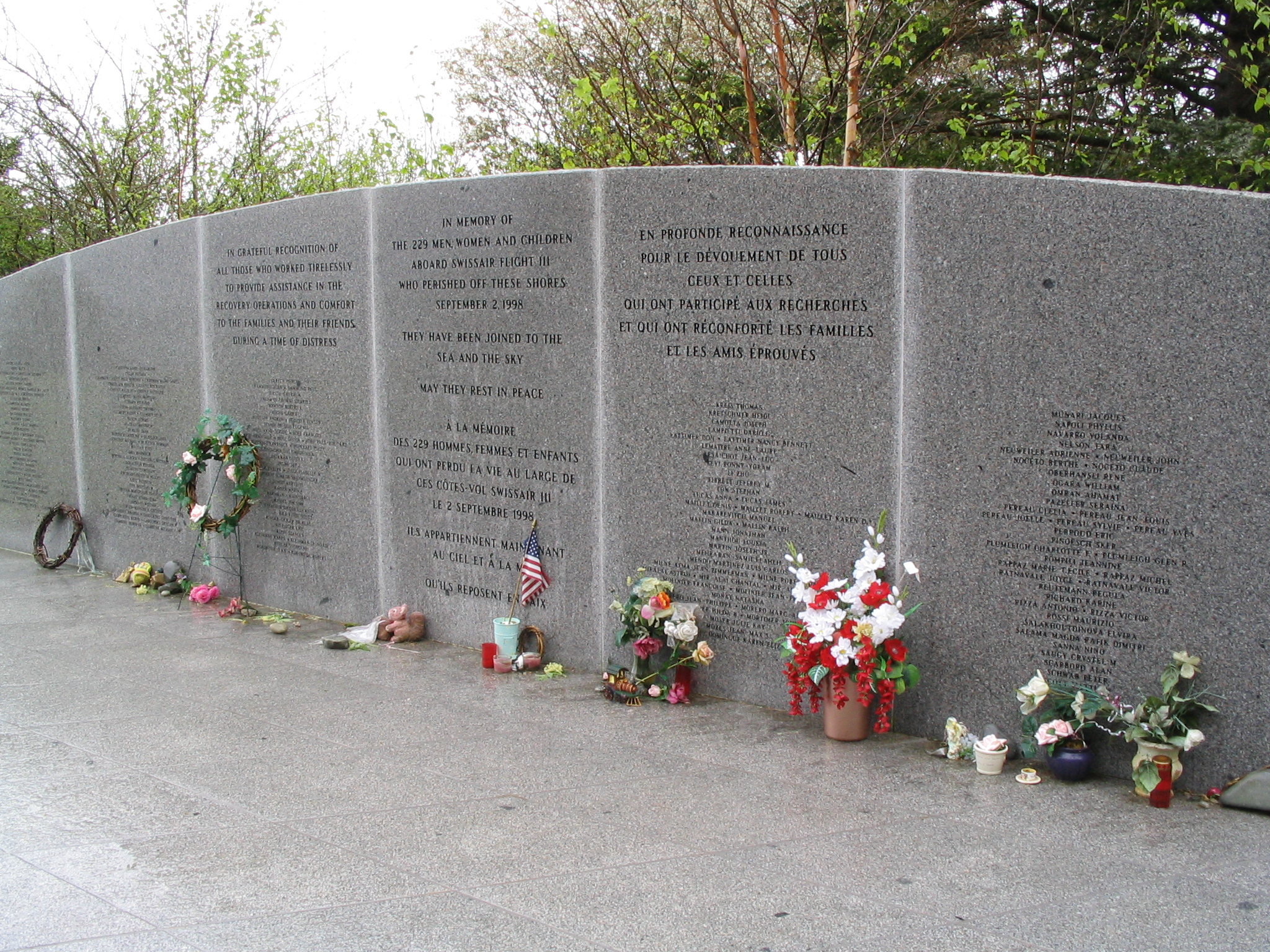
Mur commémoratif, où des bouquets de fleurs et des couronnes sont déposés en l'honneur des victimes[205].

## Médias
L'accident du vol Swissair 111 a fait l'objet de plusieurs documentaires, notamment dans l'émission Nova de PBS, The Fifth Estate de CBC Television, La Minute de vérité, dans une émission de la SRF en Suisse, ou encore d'un épisode dans la série télévisée Air Crash nommé « Feu à bord » (saison 1, épisode 3).
Le long métrage Le drame du vol 111 (Blessed Stranger: After Flight 111) sorti en 2000, réalisé par David Wellington, suit la mère fictive d'une victime et un pêcheur local impliqué dans les efforts de recherche et de récupération.
La chanson hip-hop « TV on 10 » de l'album Hokey Fright du groupe The Uncluded, décrit la situation d'Aesop Rock, un des membres du groupe qui se trouvait en compagnie d'un ami dont la mère était à bord du vol, la nuit de l'accident, et qui apprit la nouvelle à la télévision, entraînant une multitude d'émotions allant de l'anxiété au déni et à la terrible confirmation du crash.